# Autobus standard VÖV
L'autobus standard allemand, aussi appelé autobus de ligne standard VÖV ou autobus VÖV, est un autobus urbain ou interurbain de type unifié, fabriqué par les constructeurs allemands de 1968 à 2000, comprenant deux générations de modèles d'autobus.
Les caractéristiques de construction ont été développées en coopération avec l'Association des entreprises de transport public VÖV afin de réduire la variété difficilement gérable des différents types de modèles durant la période d'après-guerre et pour que les conducteurs d'autobus, les passagers, les opérateurs et les ateliers puissent trouver les mêmes conditions d'un modèle et d'une marque à l'autre. Le but, à l'origine, était de pallier la pénurie de matières premières puis, de simplifier la gestion de la maintenance des moyens de transport en commun en Allemagne, comme la fourniture de pièces de rechange et l'emploi de personnel d'entretien et de réparation compétent. Les autobus standard assuraient les services de transport urbains et interurbains réguliers typiques en Allemagne de l'Ouest des années 1960 à 1990. Avec le succès des exportations de véhicules allemands neufs et d'occasion dans les années 1980, les modèles de première génération (SL I), en particulier, ont circulé dans certains pays du monde. D'autre part, le SL I, partiellement modifié, a également été appliqué pour la construction de trolleybus.

## L'autobus urbain standard VÖV et SL II

### Histoire
Après la Seconde Guerre mondiale, une grande variété de types d'autobus s'est développée dans ce qui était alors l'Allemagne de l'Ouest. À cette époque, il y avait beaucoup plus de constructeurs et assembleurs d'autobus qu'aujourd'hui, en 2022 où seul Evobus, regroupant Mercedes-Benz et Setra, a survécu. Cela a conduit les entreprises de transport public à devoir stocker des pièces de rechange pour une grande variété d'autobus et à employer du personnel spécialisé dans l'entretien et la réparation de chaque marque. En 1959, la Hamburger Hochbahn - HHA a proposé de concevoir un autobus urbain allemand standard afin de simplifier l'approvisionnement, l'entretien et les réparations des autobus et réduire les coûts, à l'image du camion unifié italien imposé par la loi du 14 juillet 1937 (voir détails sur Fiat 666). 
L'association des entreprises de transport public - VÖV, qui a fusionné avec l'association des entreprises de transport allemandes - VDV en 1991, s'est occupée de la mise en œuvre de ce projet. Le VÖV a établi un cahier des charges dans lequel les caractéristiques constructives et techniques de l'autobus urbain standard allemand ont été définies. Le groupe de travail "Standard Line Bus" mis en place par le VÖV en octobre 1966 a travaillé avec l'importante collaboration des ateliers de véhicules Falkenried - FFG, filiale de Hamburger Hochbahn. Les critères pour construire un autobus moderne, plus convivial pour les usagers, plus facile à exploiter par l'opérateur avec une maintenance moins onéreuse. Par souci de simplicité, seul l'autobus à un niveau et à deux essieux a été pris en compte. La normalisation devait se concentrer sur la carrosserie, son aménagement intérieur, la motorisation et le système électrique. C'est ainsi que la hauteur du plancher, du siège du conducteur et la définition du pare-brise anti-éblouissant ont aussi été intégrées.

### Première génération: autobus VÖV

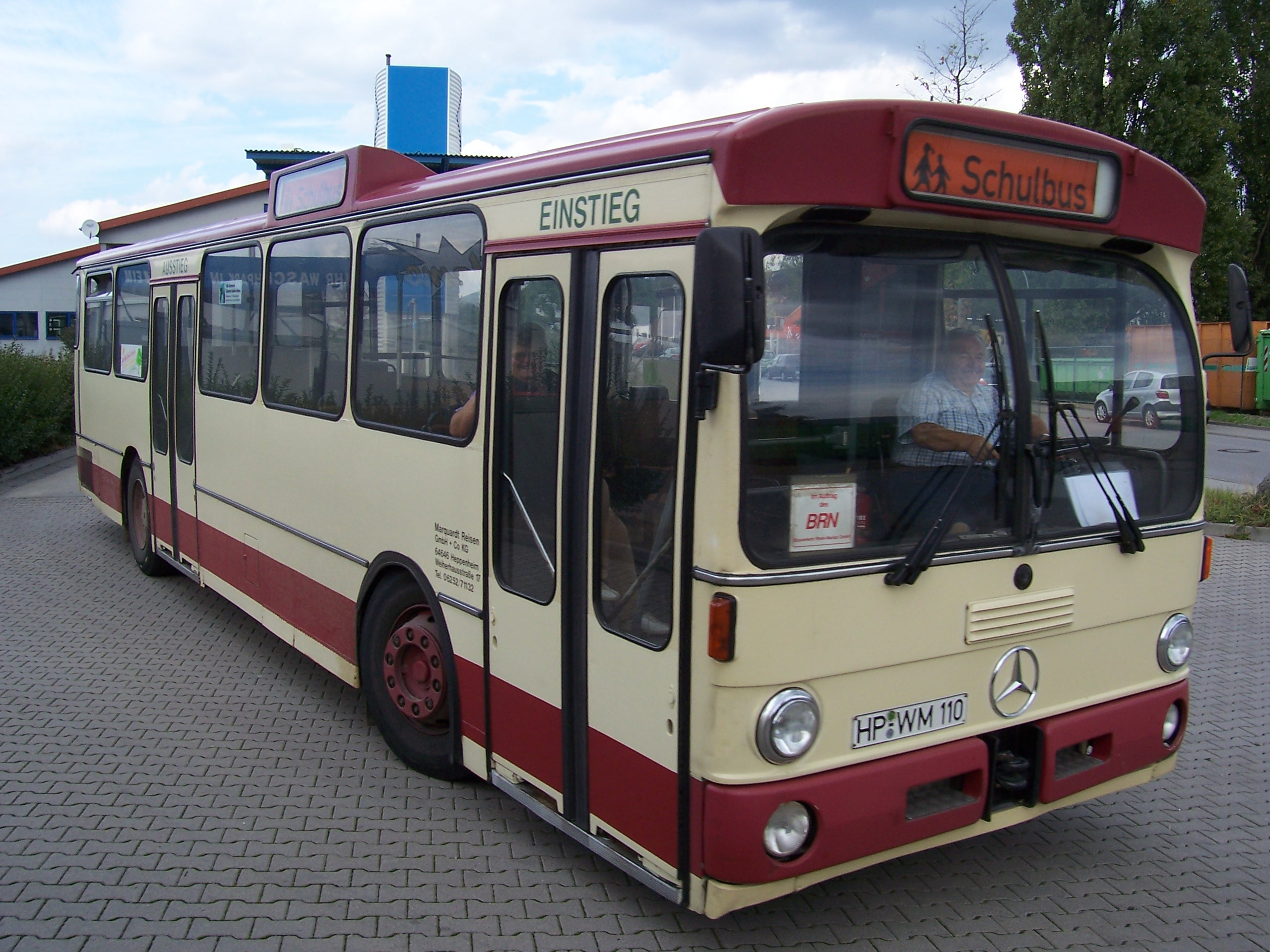
Autobus de ligne standard VÖV Mercedes-Benz O 305
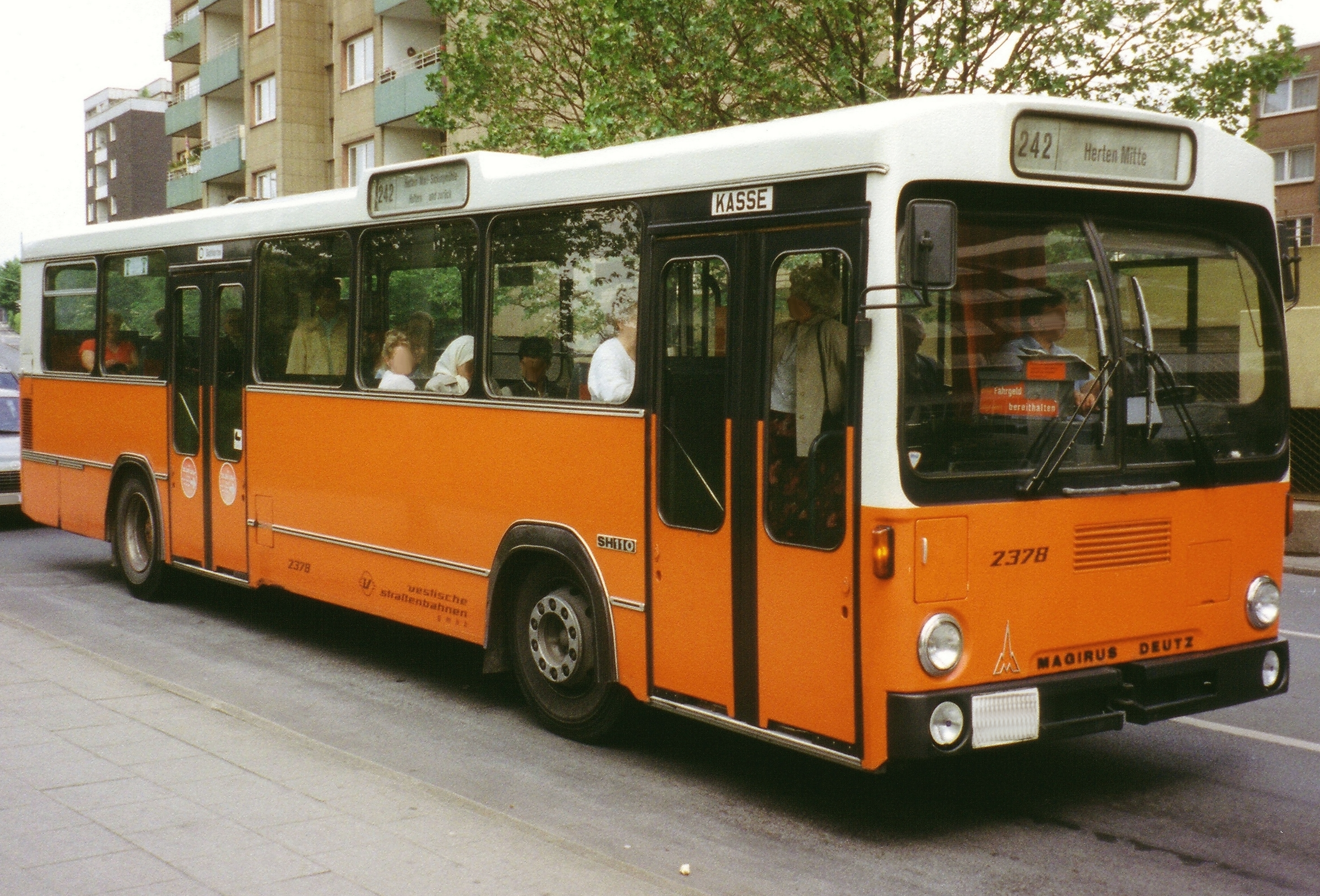
Autobus standard Magirus-Deutz SH 110 avec façade VÖV
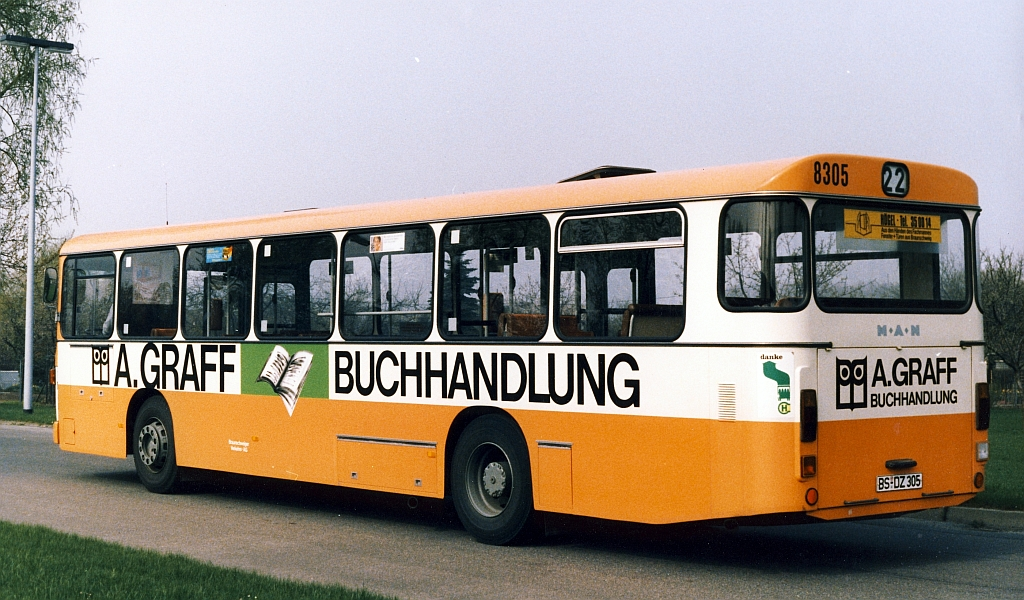
Autobus standard MAN SL 200
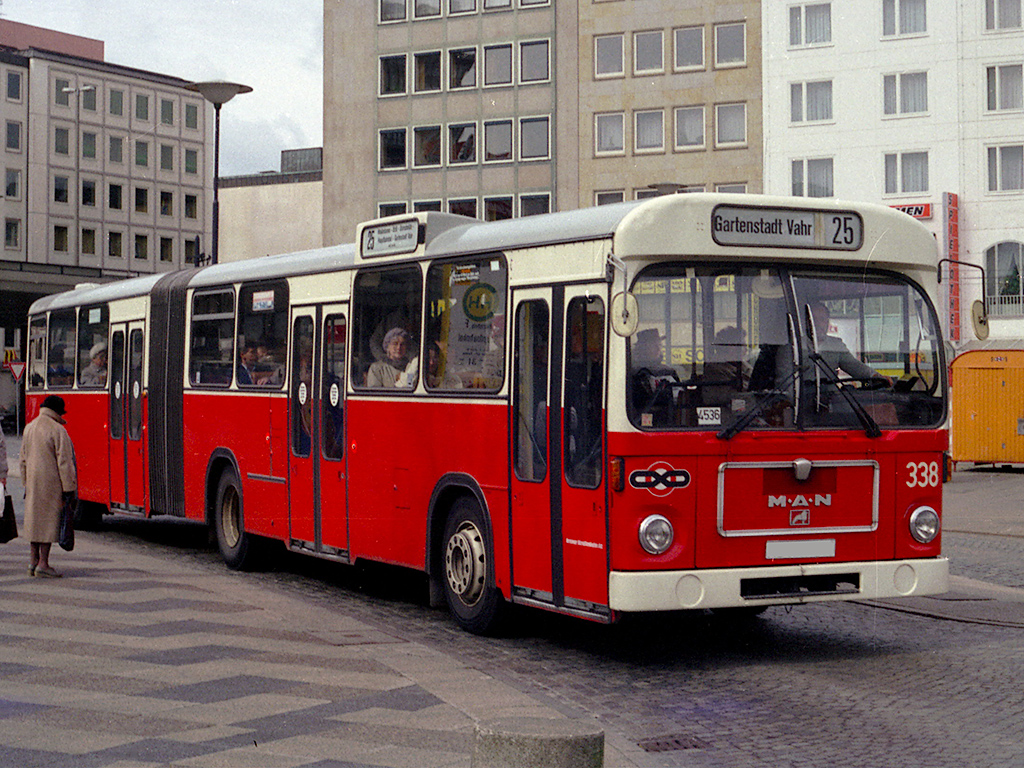
Autobus articulé MAN/Göppel BSAG avec moteur sous plancher à l'avant et éléments du bus standard
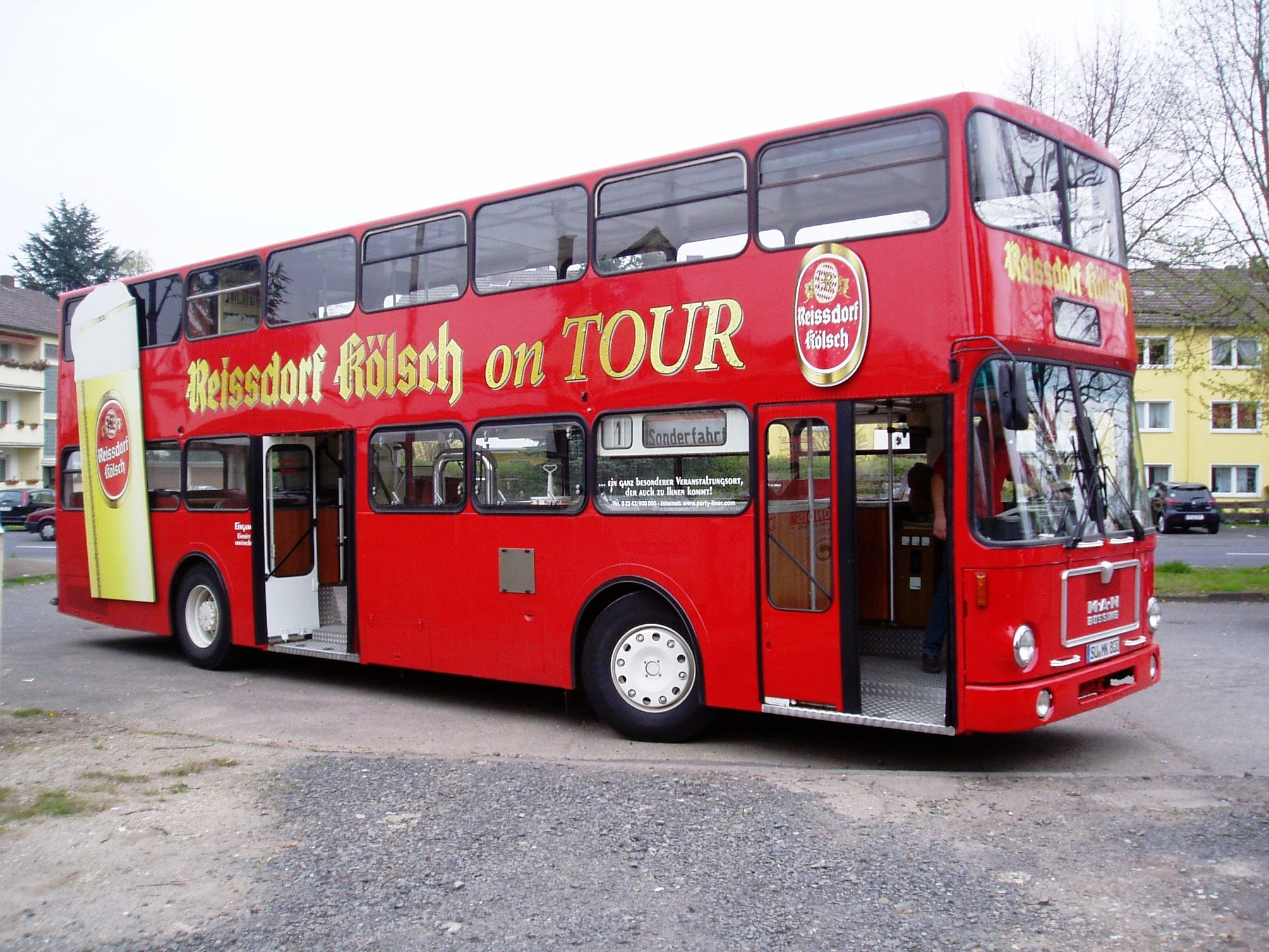
Autobus standard à impériale MAN SD 200
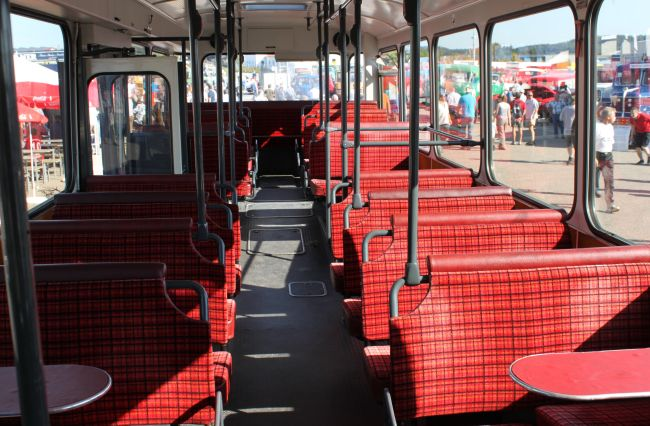
Autobus Magirus-Deutz SH 110 intérieur

Le 13 octobre 1967, les premiers prototypes d'autobus standard VÖV sont présentés par Büssing, Magirus-Deutz et Daimler-Benz selon ces spécifications. Les tests et essais effectués par les mécaniciens réparateurs, les conducteurs et les passagers ont permis d'aboutir à la version finale de la directive VÖV pour l'autobus standard VÖV (SL I). Le cahier des charges prévoyait des véhicules d'une longueur de 11 000 mm avec un empattement de 5 600 mm, un porte-à-faux avant de 2 400 mm et un porte-à-faux arrière de 3 000 mm avec un moteur placé à l'arrière sous le plancher. La carrosserie devait comporter sept montants de séparation avec des vitres de 1 430 mm, deux portes à double vantail laissant un passage libre de 1 250 mm et un plancher de cabine "bas" à 725 mm nécessitant deux marches de 220 mm sur chaque porte. Dès le début, l'autobus standard allemand a été conçu pour une gestion par un seul homme, sans receveur, avec un flux de passagers circulant de l'avant vers l'arrière.
La puissance du moteur devait être d'au moins 12 ch DIN (8,8 kW) par tonne de PTAC, ce qui correspondait à environ 190 ch DIN (141 kW). Le poste de conduite était conçu de manière unique, appelé siège conducteur VÖV, le pare-brise en deux parties devait être incurvé pour limiter les reflets. La disposition des sièges était imposée, au nombre de 44 avec une disposition en 2+2 ou 37 en 2+1, disposition entre les portes. Il en résultait respectivement 61 et 78 places debout. En face de la porte centrale, il y devait y avoir la place pour deux poussettes. Les barres de maintien étaient uniformes et comportaient les mêmes boutons pour demander l'arrêt. Il y avait un plan de câblage électrique normalisé, imposant également la position et la taille de l'éclairage, de la signalisation et de l'espace publicitaire.
Les constructeurs allemands Büssing, Klöckner-Humboldt-Deutz (Magirus-Deutz), Daimler-Benz (Mercedes-Benz), MAN, et le hongrois Ikarus ont tous fabriqué des autobus VÖV. Après le rachat de Büssing par MAN, à partir de 1971, leurs autobus VÖV ont porté la marque "MAN-Büssing". Après l'intégration de Magirus-Deutz dans IVECO, les autobus IVECO destinés au marché allemand sont restés conformes aux prescriptions VÖV jusqu'en 1982.
Les véhicules étaient identiques en dimensions et agencements, tandis que les moteurs, les faces avant, arrière et le toit étaient spécifiques à la marque. Magirus-Deutz a été le seul constructeur à installer des moteurs diesel refroidis par air. Une petite série d'autobus Büssing BS 110 V SL pour la Berliner Verkehrsbetriebe - BVG et tous les modèles Magirus-Deutz et MAN étaient les seuls à disposer d'une suspension à roues indépendantes garantissant un meilleur confort et tenue de route alors que tous les autres autobus conservaient des essieux rigides archaïques avec suspension pneumatique. Les éléments importants comme les vitres, portes, équipements d'éclairage et boîtiers de signalisation, étaient identiques quel que soit le constructeur et étaient donc interchangeables. D'une part, cela a servi aux constructeurs qui ont pu réduire les coûts grâce à des quantités globales plus élevées chez les fabricants de pièces, d'autre part, les sociétés de transport ont bénéficié de l'inventaire simplifié des pièces de rechange et de la prise en charge homogène des différentes marques par le personnel des ateliers. Enfin, les passagers ont bénéficié de la disposition uniforme des entrées, des poignées de maintien et des panneaux d'affichage à bandes défilantes.

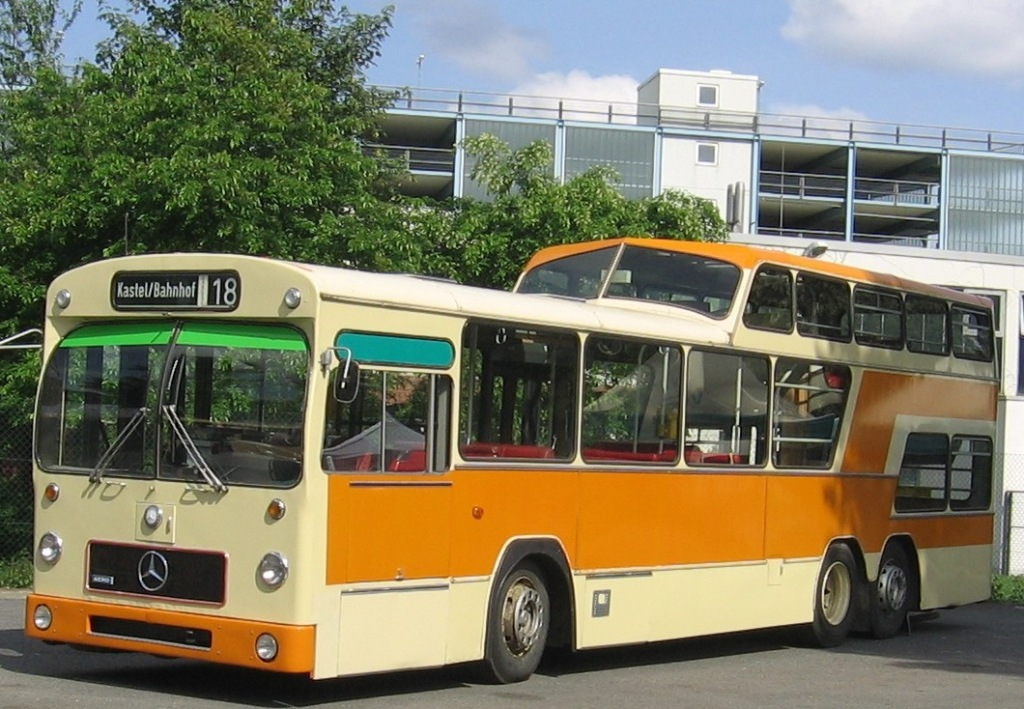
Autobus à un étage et demi, carrosserie Vetter, châssis Mercedes-Benz avec moteur sous le plancher (années 1980)

Une version plus courte de l'autobus standard était également prévue, ce qui a été possible en supprimant une fenêtre de 1 430 mm pour obtenir une longueur de 9 570 mm. Jusqu'au début des années 1970, seuls Büssing avec le BS 100 V et Magirus Deutz avec le 170 S 10 H ont proposé ces midibus. Des autobus articulés ont également été fabriqués selon les spécifications VÖV, ainsi que des autobus à un étage et demi. Contrairement à l'autobus standard, ils avaient un moteur à plat placé sous le plancher entre les essieux ce qui imposait un plancher plus haut nécessitant trois marches. Magirus-Deutz a livré, en 1968, des autobus urbains à trois portes type 170 S 11 M avec moteur central et plate-forme arrière à la Société de transport de Cologne (KVB). En 1970, Büssing a fabriqué une pré-série de six autobus à trois portes avec moteur à l'arrière pour la Société de transport Zurichoise - VBZ avec une « façade suisse » (pare-brise antireflets « Werkspoor »), suivi, en 1972/1973, par 82 autocars BS 110 VR dotés d'un moteur développant 210 ch (155 kW),.
À partir de 1978, Daimler-Benz a fabriqué un autobus articulé pousseur avec un moteur placé à l'arrière, développé par FFG, en utilisant le brevet du contrôle de l'angle d'articulation comme le Mercedes-Benz O 305 G, construit entièrement en interne sans l'aide de carrossiers extérieurs. Magirus-Deutz a également construit son propre autobus articulé avec moteur arrière, mais avec un arbre de transmission jusqu'au deuxième essieu moteur. Göppel a continué à construire les autobus articulés pour MAN, aussi avec moteur arrière mais toujours avec la transmission sur le deuxième essieu, système similaire à Magirus-Deutz (autobus articulé tireur).
En 1972, Gaubschat Fahrzeugwerke, dans ce qui était alors Berlin-Ouest, a développé un autobus à impériale avec un moteur arrière basé sur les recommandations VÖV, pour la société de transport de Berlin (BVG). Ce modèle à deux étages standard (MAN SD 200) avait un plancher de cabine bas (400 mm), très bas pour l'époque. Les superstructures ont été fabriquées dans l'usine berlinoise d'O&K, puis également par Thyssen Waggon-Union.
Les autobus VÖV se sont répandus rapidement, il n'y avait presque aucune ville en République Fédérale Allemande (RFA) où ces véhicules n'étaient pas utilisés. D'autre part, il y avait aussi des autobus de service réguliers standard fabriqués à l'étranger importés en Allemagne comme les modèles Ikarus.
Après des difficultés initiales, les autobus standard de première génération ont fait leurs preuves et ont été bien accueillis par les conducteurs comme par les passagers. 

### Deuxième génération: SL II

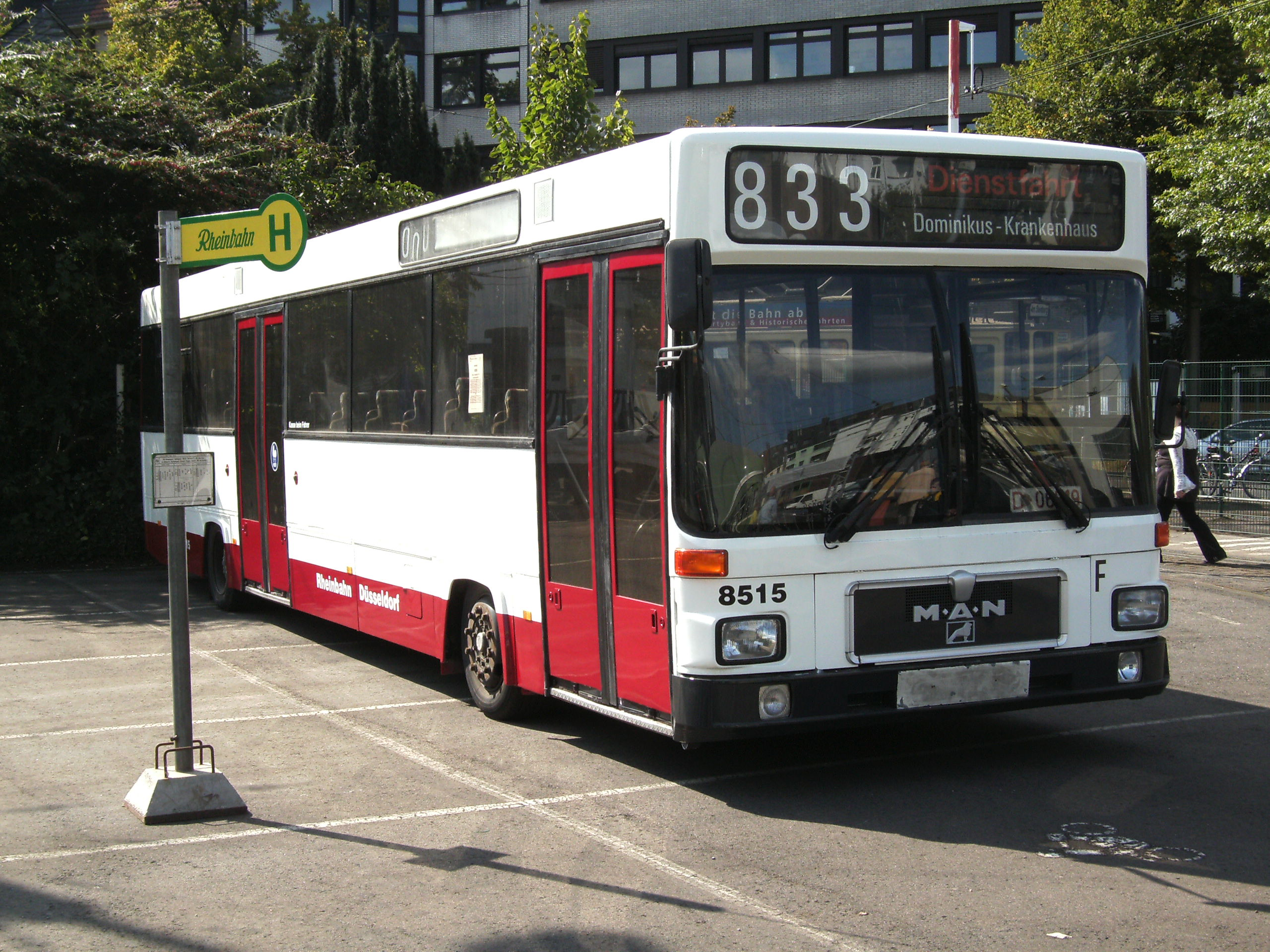
MAN S 80 avec de petites roues (55-%) à Düsseldorf
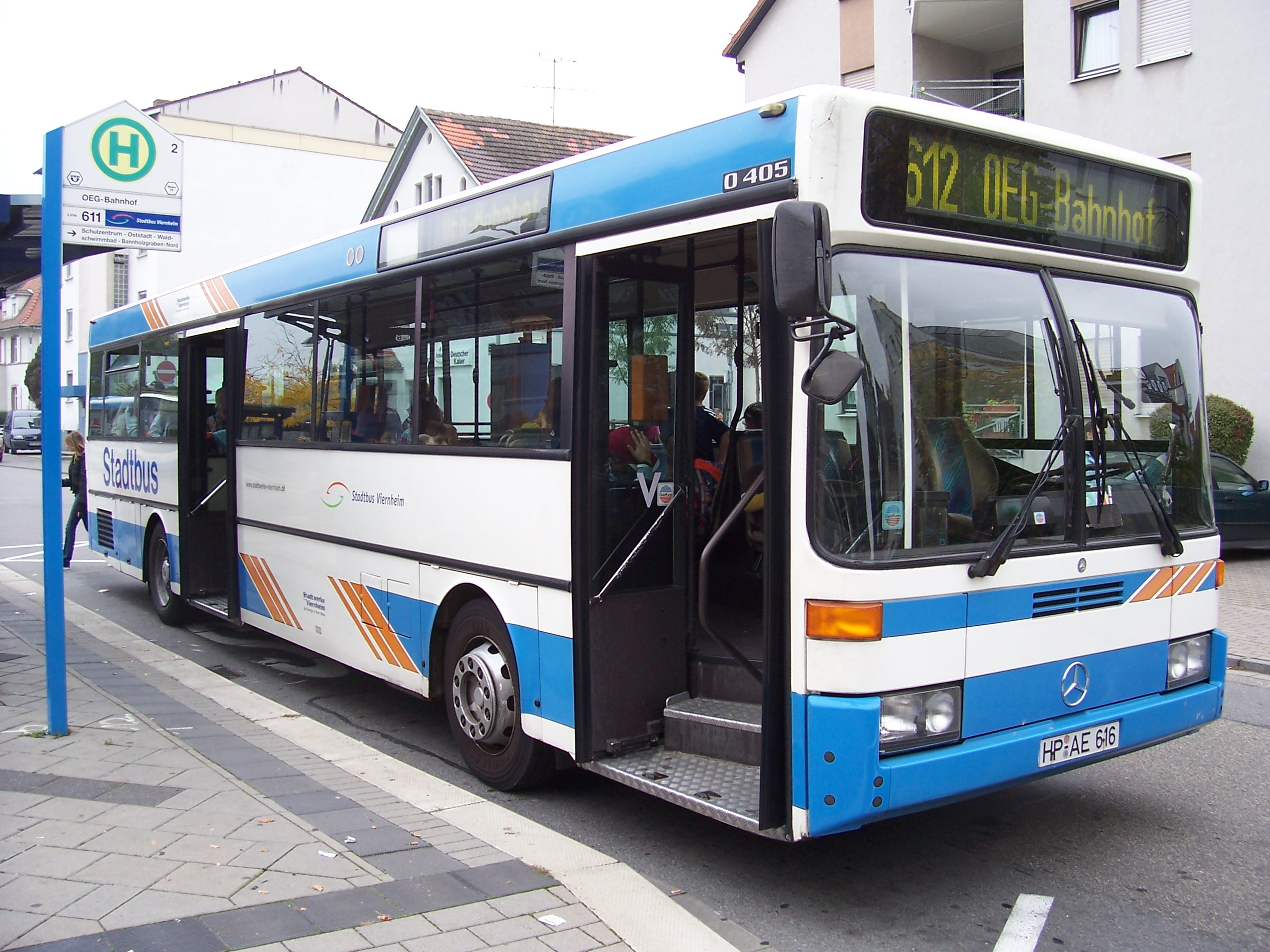
Mercedes-Benz SL II (bus urbain type O.405)
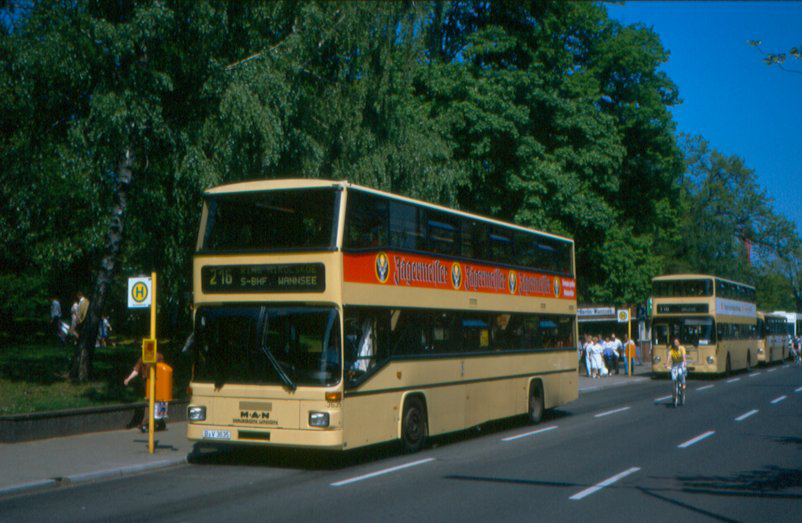
MAN SD 202 à impériale pour Berlin, basé sur les bus standard de deuxième génération
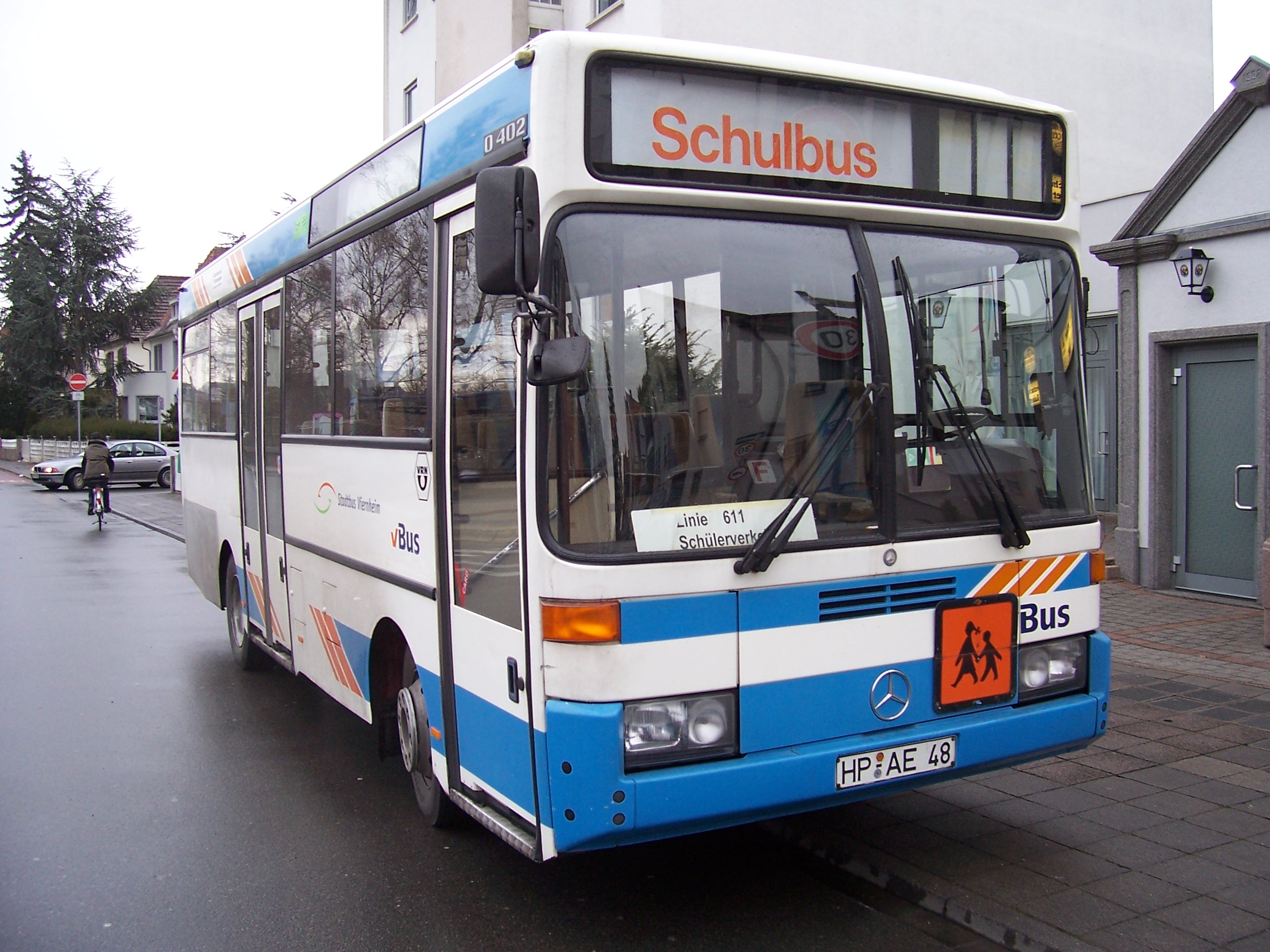
Midibus Mercedes-Benz O.402, construit par Göppel

Au milieu des années 1970, le VÖV a commencé à réfléchir au successeur de l'autobus VÖV de première génération. Entre autres choses, les systèmes d'information devaient être améliorés et la distance entre les sièges augmentée, ce qui a entraîné une plus grande longueur totale. Mais c'est surtout l'accès qui devait être amélioré avec la réduction de la hauteur du plancher pour n'avoir qu'une seule marche pour accéder au véhicule. Des roues plus petites avec des pneus à profil bas (55%) ont été montés. En 1976, avec le soutien financier du ministère fédéral de la Recherche et de la Technologie (BMFT), la FFG, déjà largement impliquée dans le développement de l'autobus VÖV de première génération, a présenté un véhicule test, après quoi 22 autres prototypes ont été construits sous le nom de S.80 (autobus urbain des années 1980). Selon les objectifs de développement, la puissance du moteur devait être d'au moins 240 ch DIN (176,5 kW). Les prototypes des constructeurs Daimler-Benz, MAN, Auwärter Neoplan, Kässbohrer Setra et Iveco Magirus ont été présentés. En 1982, trois prototypes d'autobus articulé MAN G.80 avec moteur arrière et une transmission sur le deuxième essieu sont testés au Rheinbahn de Düsseldorf.
Après deux ans de test du S.80 les recommandations du VÖV pour les types SL II (autobus standard allemand de deuxième génération) ont été corrigées avec le concours de huit sociétés de transport différentes. La proposition de monter des pneus à profil bas (55 %) ne pouvait être retenue car les pneumatiques se détérioraient rapidement et le confort de conduite s'en trouvait diminué. En raison du plus faible diamètre des jantes, la surface de freinage était réduite ce qui pouvait altérer l'efficacité du freinage. La recommandation SL standard II du VÖV, à partir de 1983, prévoyait une longueur totale de 11 475 mm avec un empattement de 5 875 mm, la hauteur du plancher au droit des portes avant et centrale était de 710 mm avec deux marches, laissant un passage libre réduit de 195 mm. Différentes dispositions de sièges étaient prévues avec 38 ou 44 places.
En 1984, la production en série des autobus standard de deuxième génération a commencé chez MAN (SL.202), Daimler-Benz (MB.405) et Auwärter Neoplan (N.416). Comme pour ses propres bus articulés de la première génération, Daimler-Benz a développé et construit un type de bus articulé pousseur avec transmission sur le troisième essieu (O.405 G). Les constructeurs Magirus-Deutz, Kässbohrer Setra et Büssing n'ont pas réalisé de prototypes SL II. Büssing avait déjà été complètement intégré dans MAN depuis 1971 et Magirus-Deutz était intégré dans Iveco en 1975 et avait arrêté la production d'autobus et autocars en Allemagne en 1982. Alors que Kässbohrer Setra avait fait développer son autobus Standard II par le carrossier d'Augsbourg, Göppel, il n'a pas pu le produire en série en raison d'une menace de boycott de founiture du moteur par les Daimler-Benz et MAN. Kässbohrer a ensuite développé les modèles S.215 SL (urbain) et S.215 UL (interurbain), l'autocar de tourisme de la série 200 avec seulement quelques éléments de l'autobus standard. L'autobus Setra S.215 UL est devenu un des modèles interurbains les plus populaires dans les années 1980 et 1990.
Sur la base du SL II, des midibus ont également été produits : Neoplan N.4007, MAN SM.152,   certains étaient aussi plus étroits comme le Mercedes-Benz O.402.
La deuxième génération de bus VÖV s'est diffusée rapidement dans toutes les villes allemandes mais a connu beaucoup moins de succès à l'étranger car les versions sous licence n'ont été disponibles que chez Gräf & Stift en Autriche. Les autres grands constructeurs étrangers comme IVECO en Italie et ses filiales étrangères, Renault R.V.I. et Heuliez en France ou Pegaso en Espagne, ont construit leurs propres modèles pour leur marché national conformément aux règles européennes. Dans le cas d'IVECO, le constructeur pouvait s'appuyer sur sa filiale Magirus-Deutz (acquise par Fiat Bus en 1974) pour les modèles destinés à l'Allemagne alors qu'en Italie, il poursuivait la fabrication de la gamme FIAT 470/570/670, lancée en 1979 puis, en 1984, du 471 U-Effeuno alors qu'il présentait les SH.110 et L.117 peu après les prototypes Magirus 240 L 118 en Allemagne, puis le 480 TurboCity en 1989. 
Ce fut le début d'une forte concurrence exercée par les constructeurs étrangers sur le marché allemand.

## Autobus interurbains standards StÜLB et Ü 80

### Première génération StÜLB

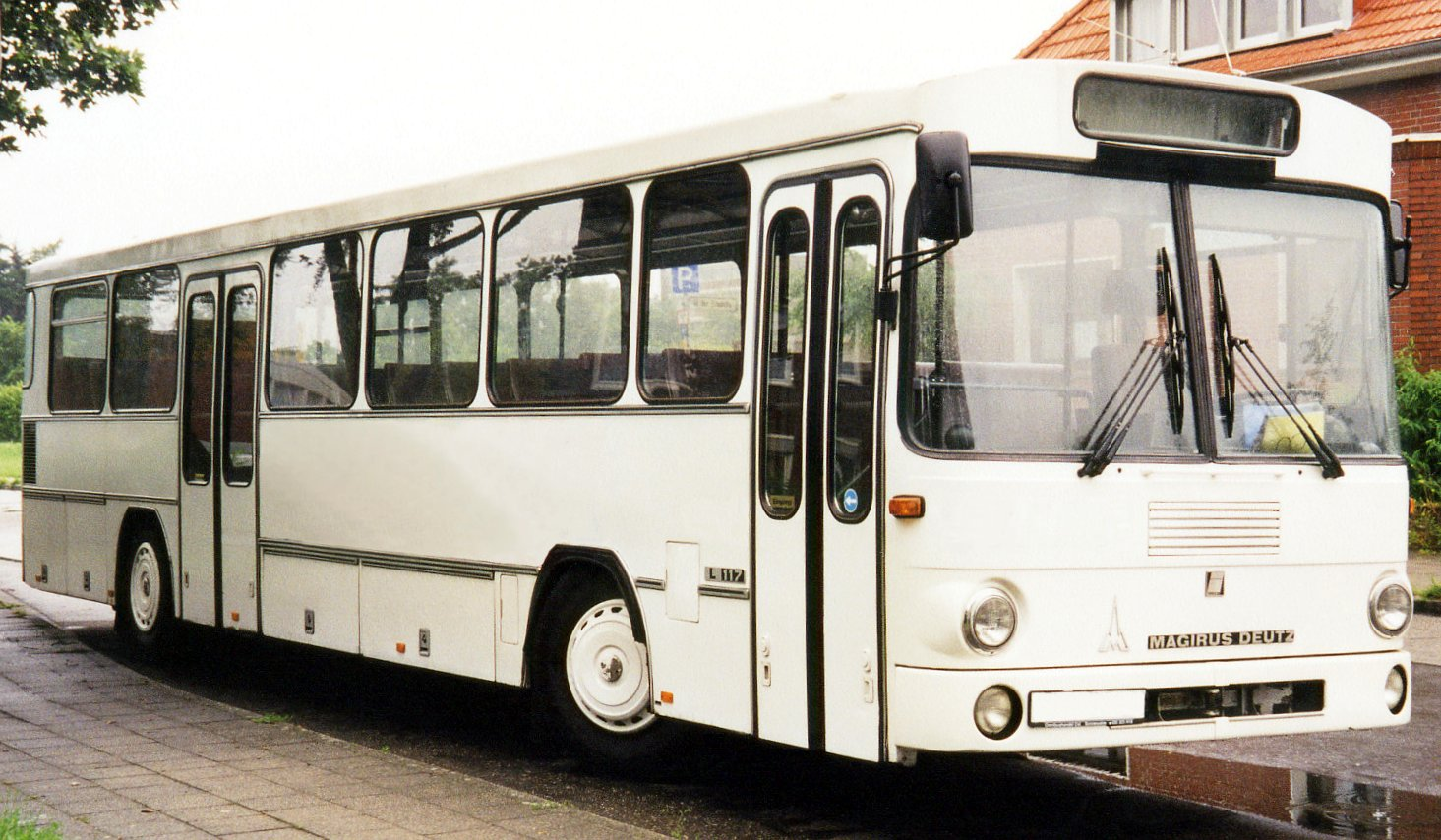
Autobus interurbain StÜLB Magirus-Deutz L 117
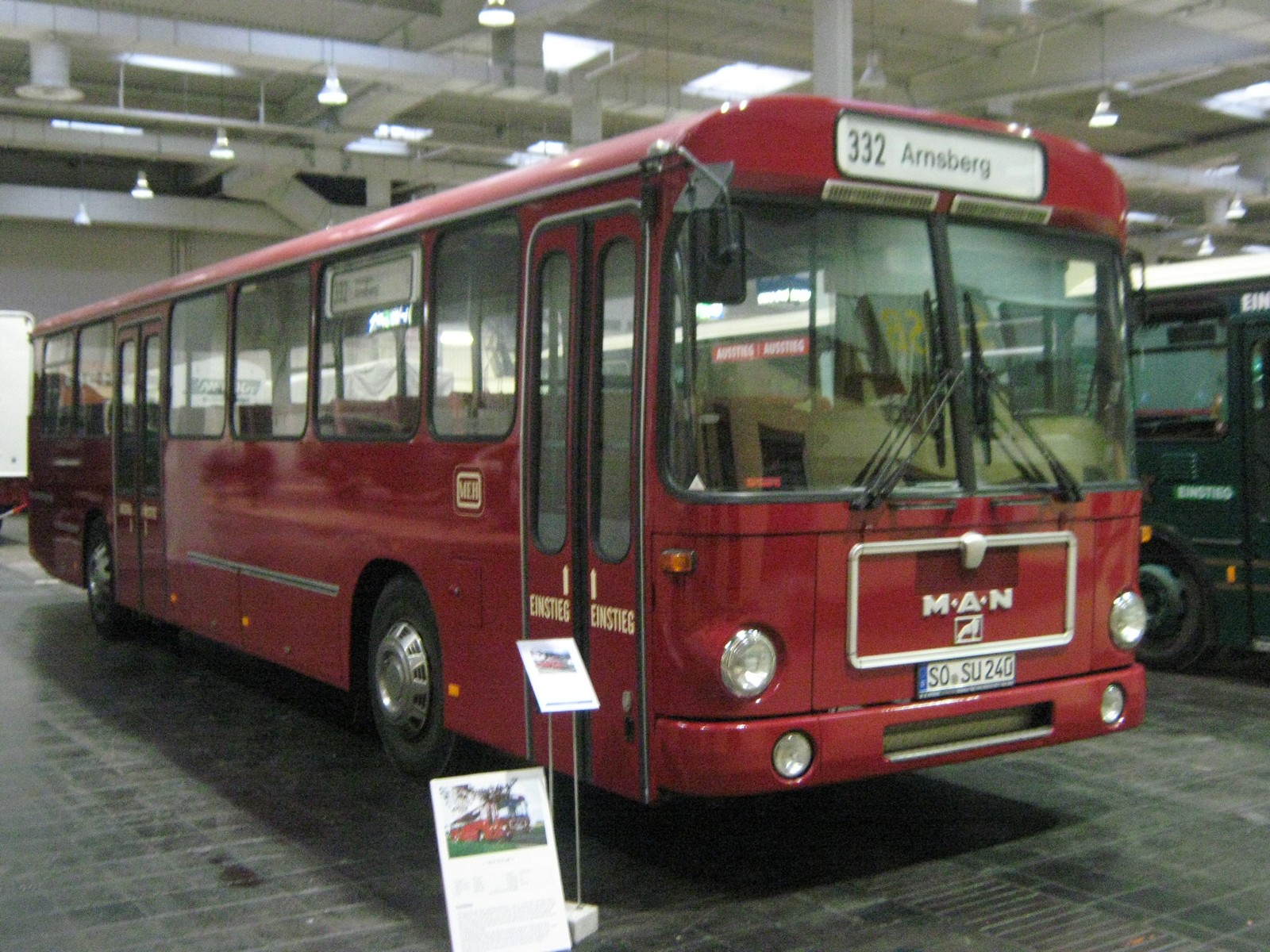
Autobus interurbain standard VÖV-I (StÜLB) MAN SÜ 240  avec moteur diesel sous le plancher (1987)

Après l'expérience positive des autobus urganins VÖV, des demandes ont été formulées pour construire des véhicules standardisés aussi pour les liaisons interurbaines. Un groupe de travail des chemins de fer fédéraux Deutsche Bahn, poste fédérale (Kraftpost), chemins de fer non fédéraux (BDE) et entreprises affiliées à l'association BDP a élaboré une nouvelle spécification pour un autobus interurbain standard (StÜLB). En 1973, une directive spéciale a été publiée. Il était légèrement plus long (11,70 mètres) que l'autobus VÖV, offrait des sièges plus confortables, 53 avec une distance entre sièges de 720 mm, avait un plancher plus haut (900 mm - 3 marches), des soutes à bagages sous le plancher, une porte à simple vantail à l'avant et une façade avant plus arrondie avec un pare-brise vertical incurvé sur les côtés. Les quatre constructeurs Büssing, Magirus-Deutz, MAN et Daimler-Benz ont présenté leurs prototypes basés sur ces spécifications en 1972.
La production en série a commencé peu après mais, avec l'intégration de Büssing dans le groupe MAN, Büssing a été éliminé. Les autobus StÜLB ont été livrés en grande quantité à la Deutsche Bundespost et à la Deutsche Bundesbahn, successeurs de la Kraftpost. Le train et les autobus postaux ont d'abord été fabriqués par Magirus-Deutz et Daimler-Benz puis, plus tard, aussi par MAN. En avril 1988, l'ensemble des constructeurs avait fabriqué environ 10 600 véhicules complets.
Basé sur le StÜLB, Magirus-Deutz était le seul fabricant à produire également des autobus combinés de type L 117 P. Les sièges étaient placés sur des socles plus hauts pour augmenter le volume des soutes à bagages. De plus, au lieu de la porte de sortie centrale, une porte à un vantail placée derrière l'essieu arrière était proposée. Il y avait un Magirus-Deutz L 117 également en version spéciale réalisé par des carrossiers de renom comme Voll et l'italien Padane.
Étant donné que la façade avant du StÜLB était plus agréable que celle des VÖV, les autobus urbains VÖV étaient proposés en option avec la façade avant du StÜLB. Chez MAN, cela signifiait que les autobus urbains étaient alors, pour la plupart, livrés avec des façades StÜLB conformes aux spécifications VÖV. D'autre part, l'autobus interurbain était également disponible avec une porte avant double largeur comme le VÖV, et divers constructeurs proposaient également d'autres configurations de porte, par exemple, porte centrale étroite chez MAN, porte arrière étroite chez Magirus-Deutz.

### Deuxième génération: Ü 80 / StÜLB II

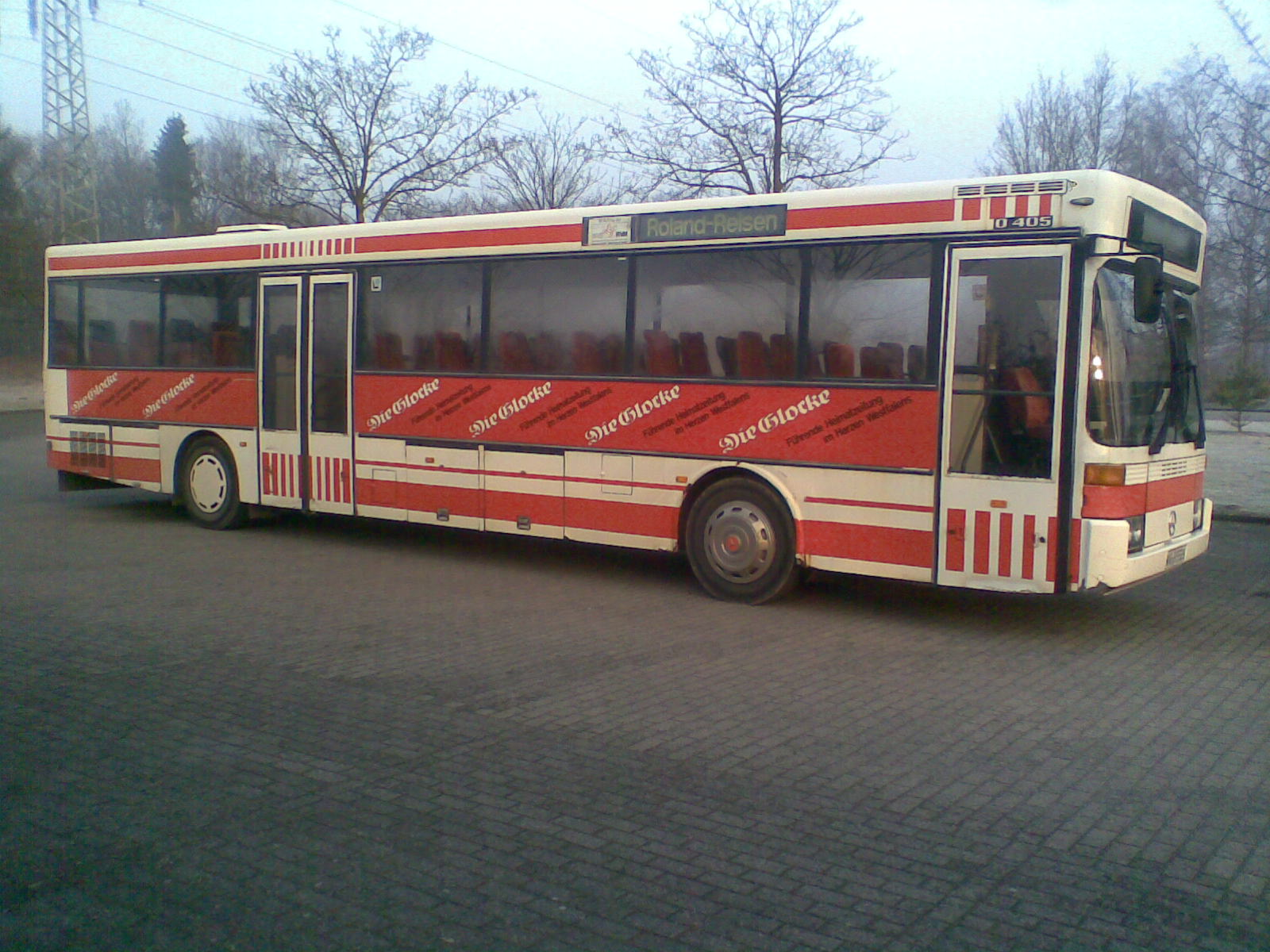
Mercedes-Benz Ü (5 construits en 1982). Prototype du Mercedes-Benz O 407 lancé en juillet 2011
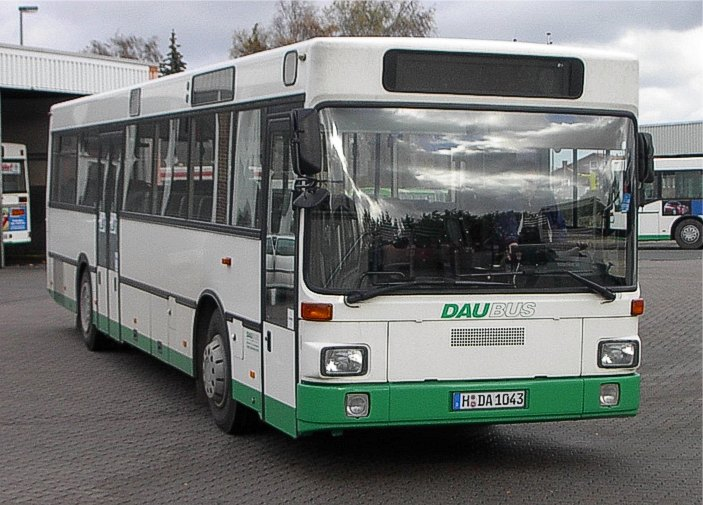
Autobus interurbain standard MAN SÜ 242

En mars 1979, toujours avec la participation financière du BMFT, le prototype de la deuxième variante interurbaine est fabriqué par la FFG, appelée Ü 80. Il était légèrement plus long (11 810 mm) avec un empattement de 6 150 mm pour accueillir 14 rangées de sièges soit 51 places assises, un affichage de destination plus petit à l'avant et un meilleur chauffage. L'autobus avait des pneus de taille 11/70 R 22.5, le plancher du véhicule était à 760 mm du sol à l'avant et à 860 mm sur la porte centrale ce qui imposait deux marches respectivement de 190 mm et 240 mm de hauteur. Le prototype construit par FFG avait une porte à deux vantaux à l'avant et au centre alors que la version de série 
n'aura qu'une porte à un vantail à l'avant. Ce prototype a été testé du 23 novembre 1979 au 15 octobre 1981 par plusieurs compagnies de transport : PVG (Pinneberger Verkehrsgesellschaft mbH - compagnie de transports Reimers), KVG Stade GmbH & Co. et au Friedrich Jasper Rund und Gesellschaftstouren de Hambourg. Depuis la fin de l'année 1981, 19 véhicules de pré-série ont été construits par Daimler-Benz, IVECO Magirus, Neoplan et Kässbohrer Setra qui ont été testés par 13 sociétés de transport dans diverses régions d'Allemagne. Plus tard, MAN a construit deux véhicules mais qui n'ont été utilisés qu'en interne.
Pour Daimler-Benz par exemple, FFG a construit 5 prototypes en 1982. Les modèles de série ont été fabriqués par Daimler-Benz (Mercedes-Benz O 407) et par Neoplan (Neoplan N 416 Ü). MAN a construit le StÜLB Je (MAN SU 240) jusqu'en 1989. À partir de 1987, le MAN SÜ 242 basé sur le prototype Ü-80 a remplacé le SÜ 240.
Plusieurs prototypes ont été créés par IVECO-Magirus et Kässbohrer, mais la production en série de l'Ü 80 n'a pas vu le jour avec ces deux constructeurs. Kässbohrer a abandonné ce projet après la construction de quelques véhicules d'essai au profit du Setra S 215 UL car les motoristes MAN et Daimler-Benz qui avaient réalisé un moteur spécifique, avaient menacé de boycotter la livraison. Le S 215 UL est devenu l'autobus interurbain le plus populaire de son époque en Allemagne. Il a aussi été assemblé en France. Magirus, intégré dans IVECO en 1975, a également conçu l'autobus interurbain Magirus Ü-80 240 L 118, dont sept prototypes ont été construits, mais a arrêté la production d'autobus en Allemagne en 1982. Cependant, cette étude a été menée en parallèle avec le bureau d'études Fiat Bus de Turin qui avait conçu la série IVECO U-EffeUno, adapté aux normes italiennes avec trois ou quatre larges doubles portes d'accès et fabriqué jusqu'en 1990. Un autre accord de coopération entre IVECO et Kässbohrer a été signé en 1992 mais, à la suite de la grave crise financière de Kässbohrer en 1993 et son rachat par Daimler-Benz, le projet d'autobus commun a été abandonné. IVECO lancera, seul, le fameux IVECO 491 CityClass en 1997.

## Modèles d'autobus de ligne standard

### Première génération (SL I)
- Büssing : 11 Standard, 13 Standard, 14D Standard, BS 100 V, BS 110 V , BS 117 SÜ
- Magirus-Deutz : M 170p 11 H, M 170p 10 H, M 170 SH 110, M 200 SH 110, M 230SH 110, M 260 SH 110, M 260 SH 170, M 230 L 117 et M 260 L 117
- MAN 750 HO-SL / SL 192, SL 200, 890 SG / SG 192, SG 220, SG 240 H, SG 280 H, SD 200, SÜ 240, MAN / Gräf & Stift SG
- Mercedes-Benz O 305, O 305 G, O 305 OE, O 307
- Fiat 418
- Ikarus 190
- Heuliez 0.35 / O.305 G (châssis de Mercedes-Benz)
- Berliet/Renault PR 100, HE 100, PR 180
- Pegaso similitudes avec MAN SL 200

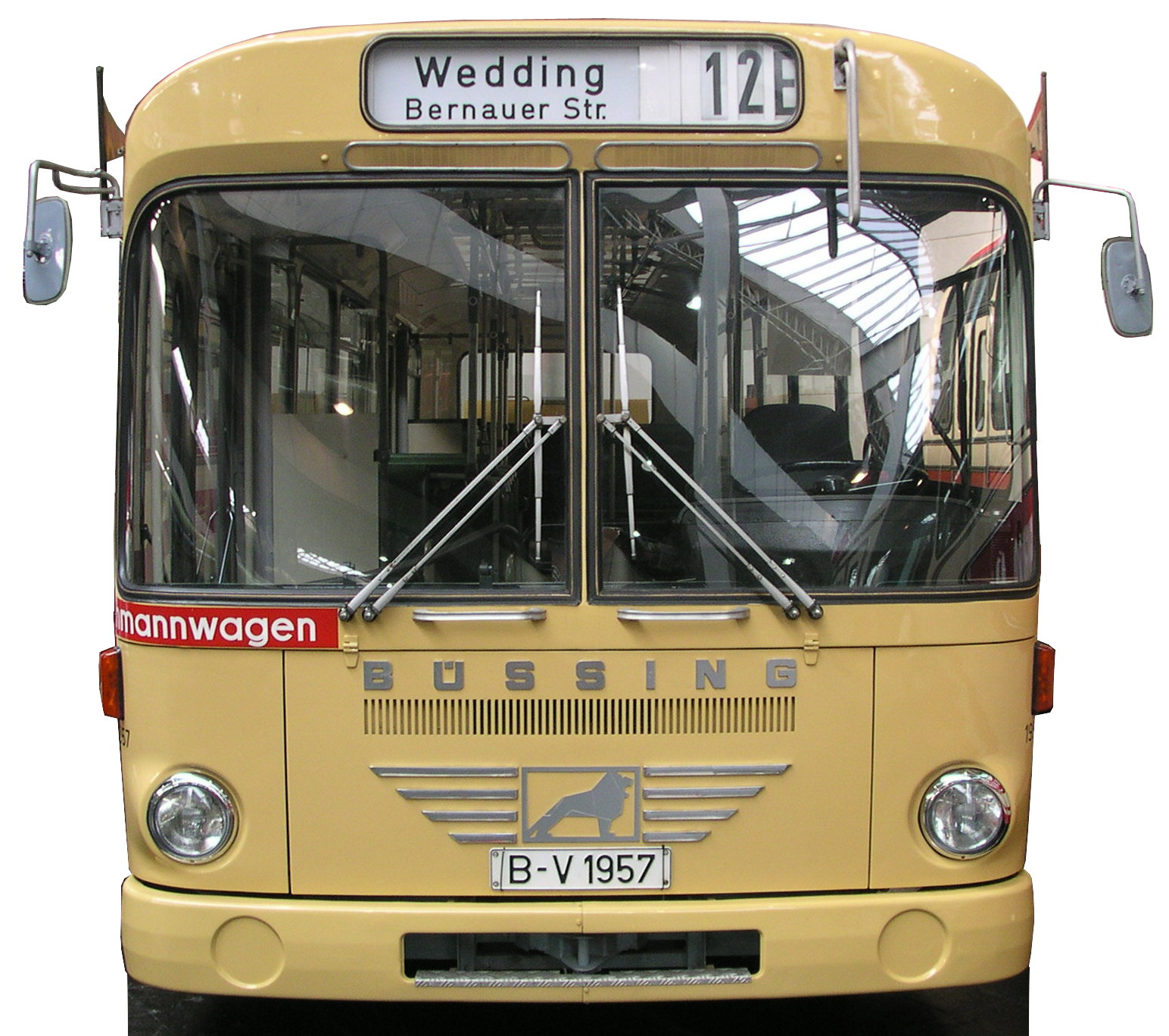
Büssing BS 110 V SL seul autobus standard avec suspension avant indépendante
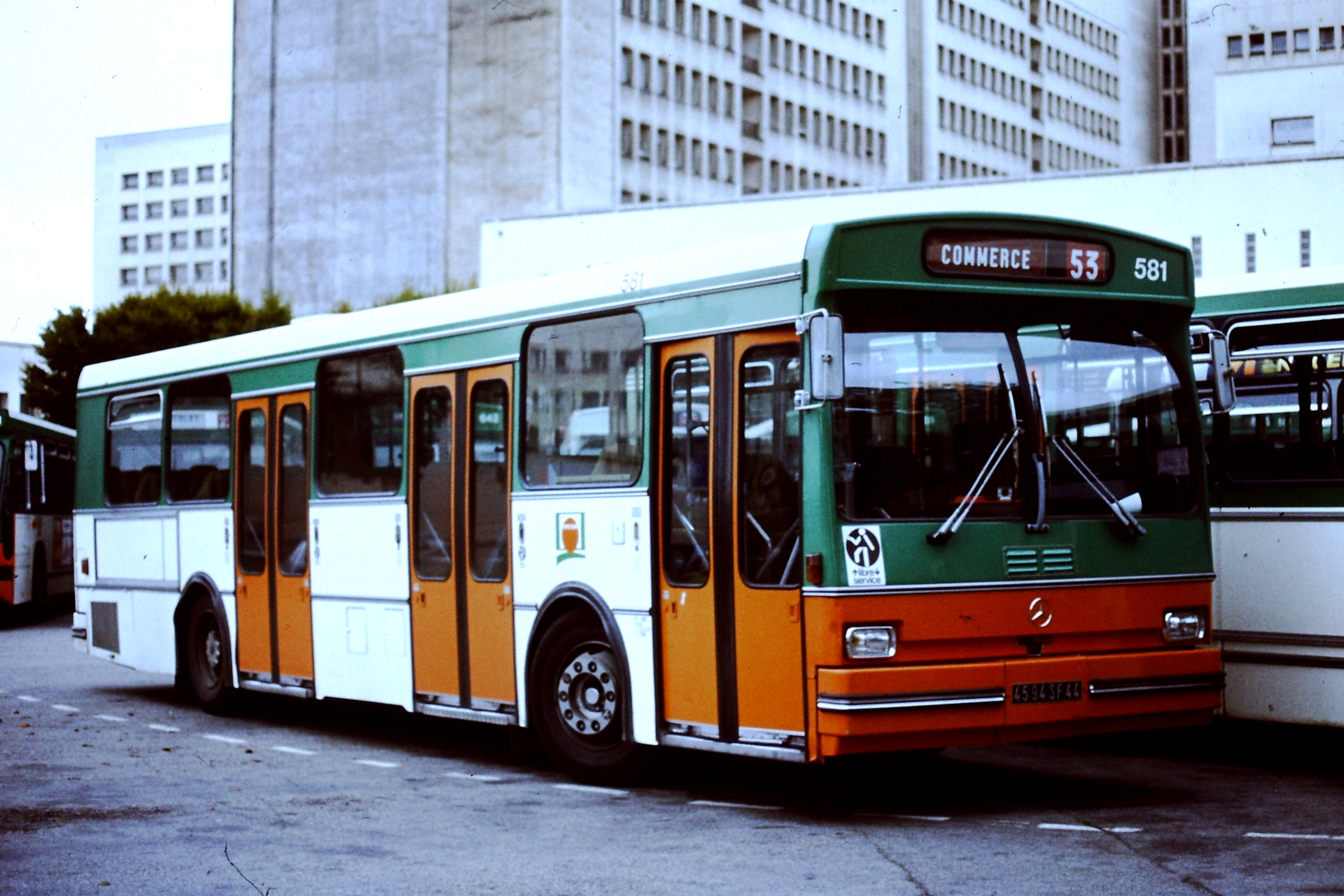
Autobus Heuliez O.305 (châssis Mercedes)
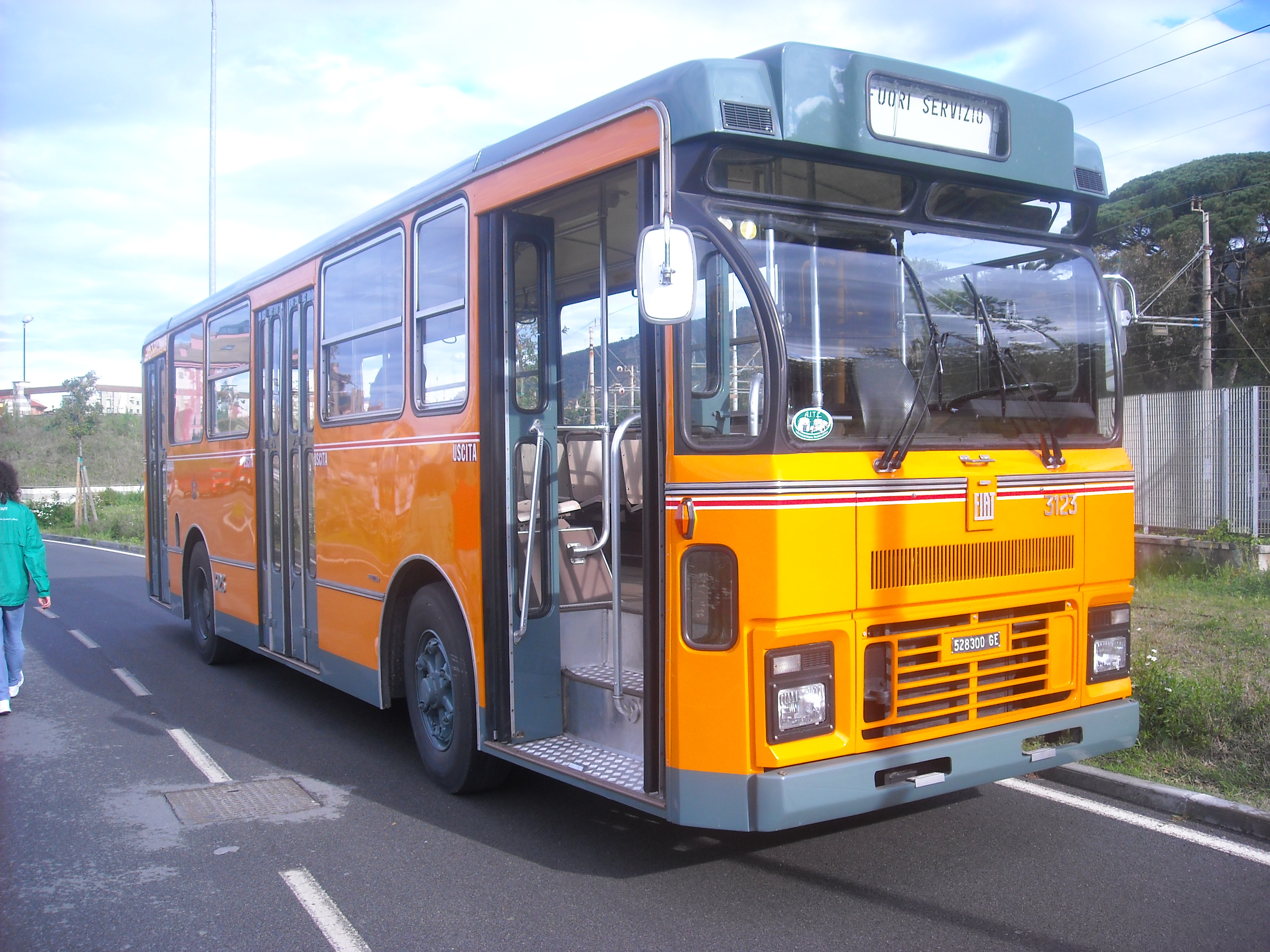
Fiat 418 AC Cameri à l'exposition de Sestri Levante
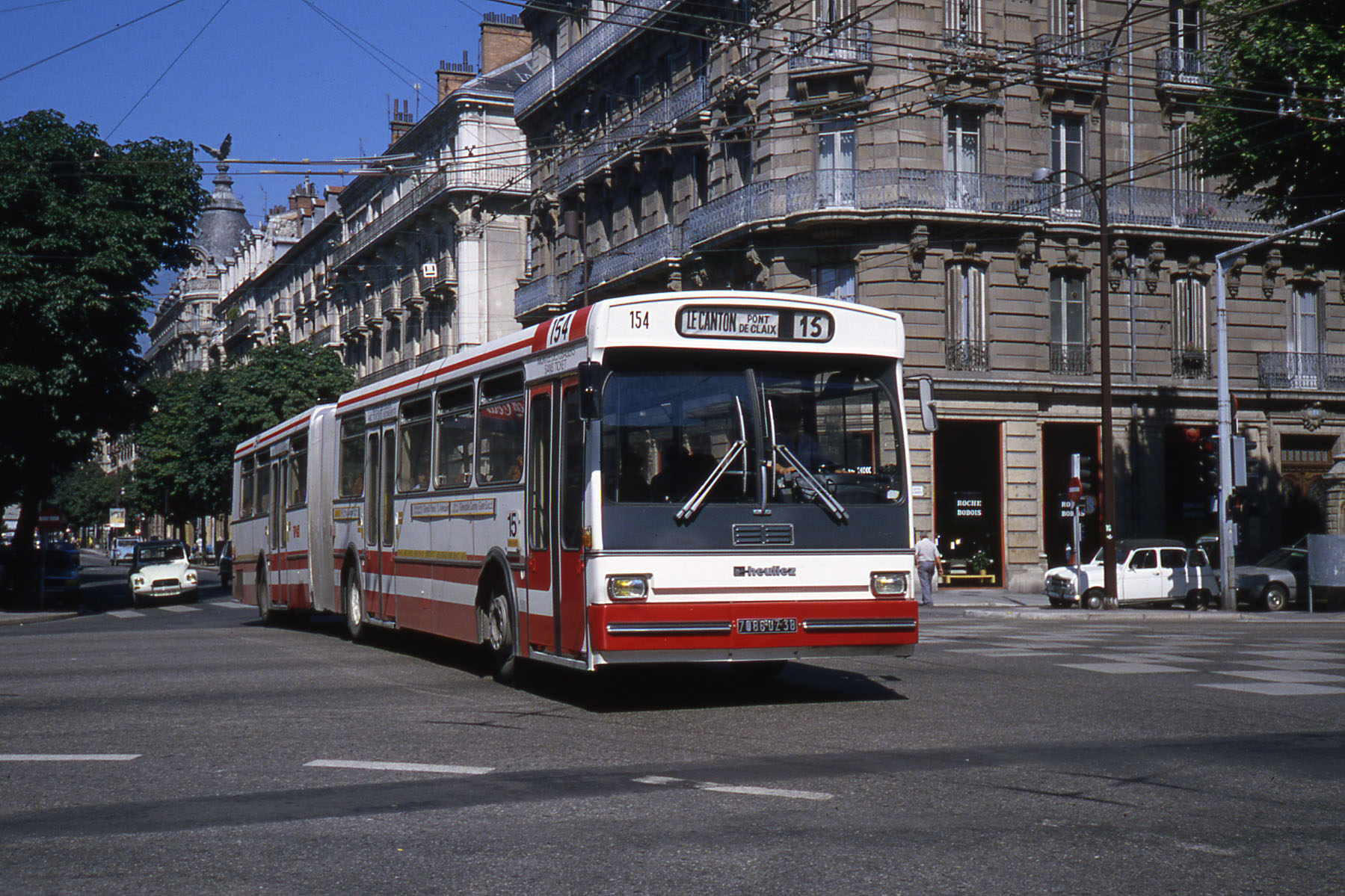
Autobus articulé pousseur Heuliez O.305 G à Grenoble (châssis Mercedes)
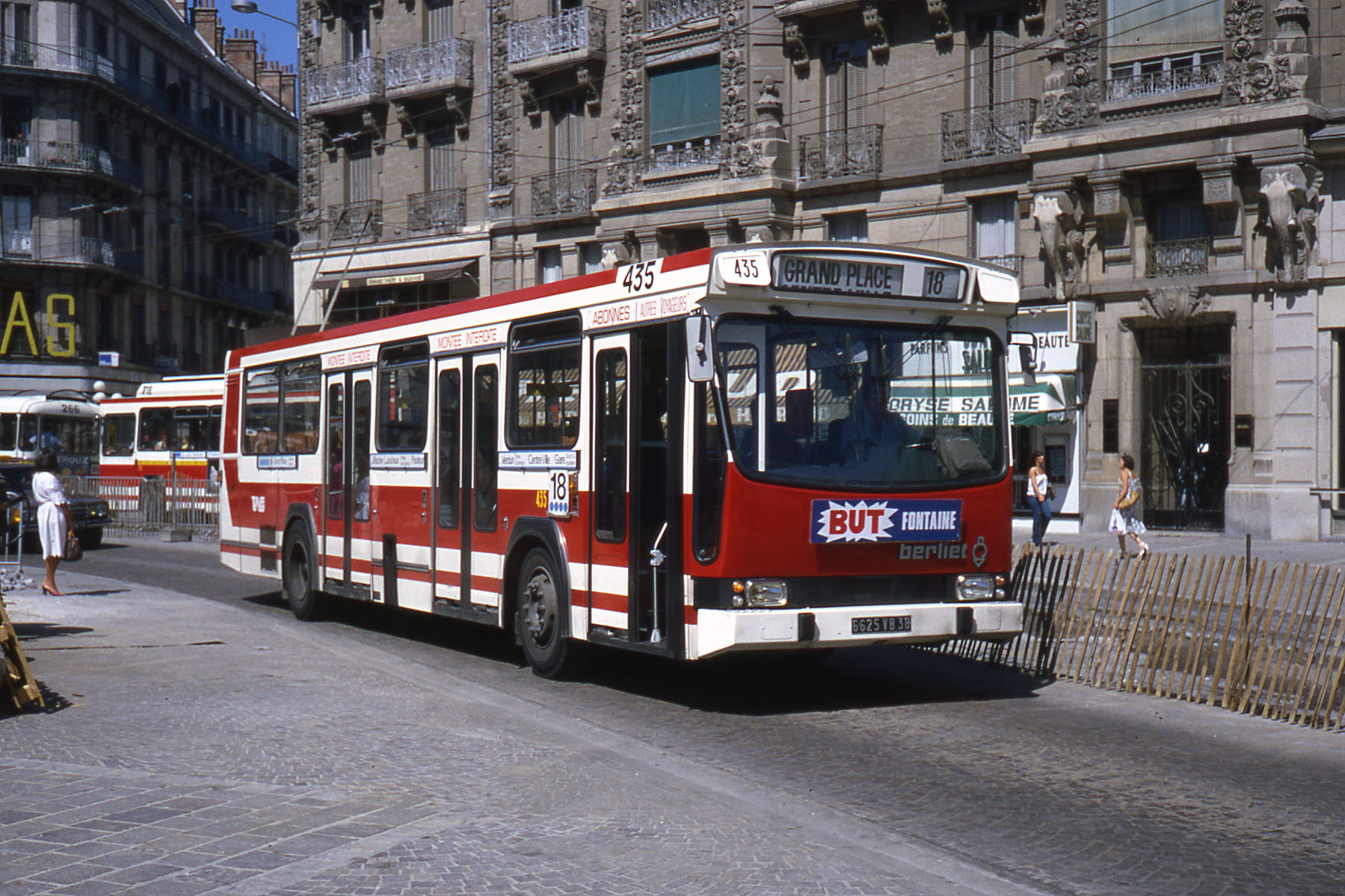
Berliet PR 100 trois portes à Grenoble
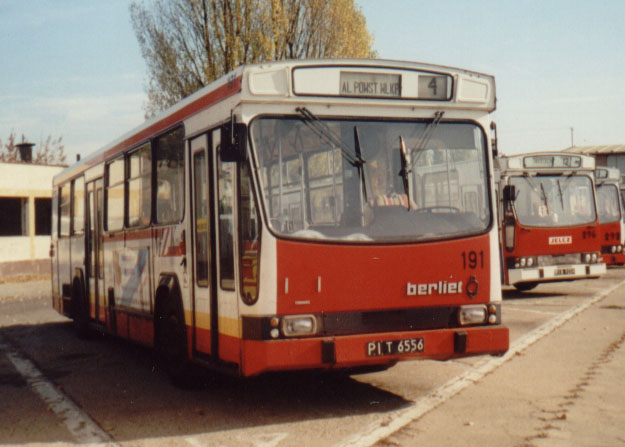
Berliet PR 100 en Pologne (à droite un Jelcz du même type)
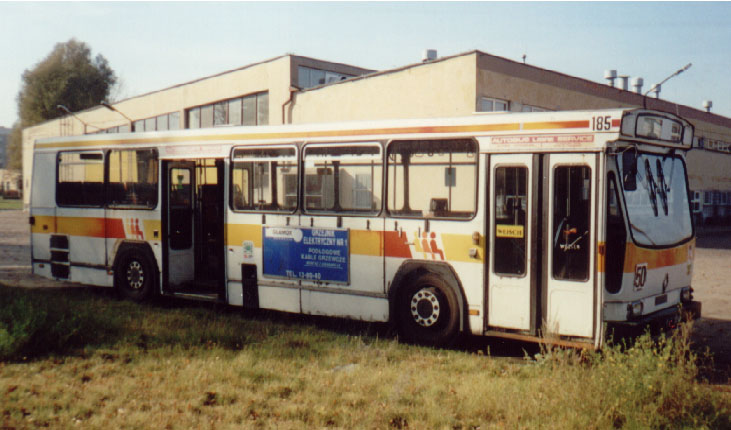
Renault PR 100
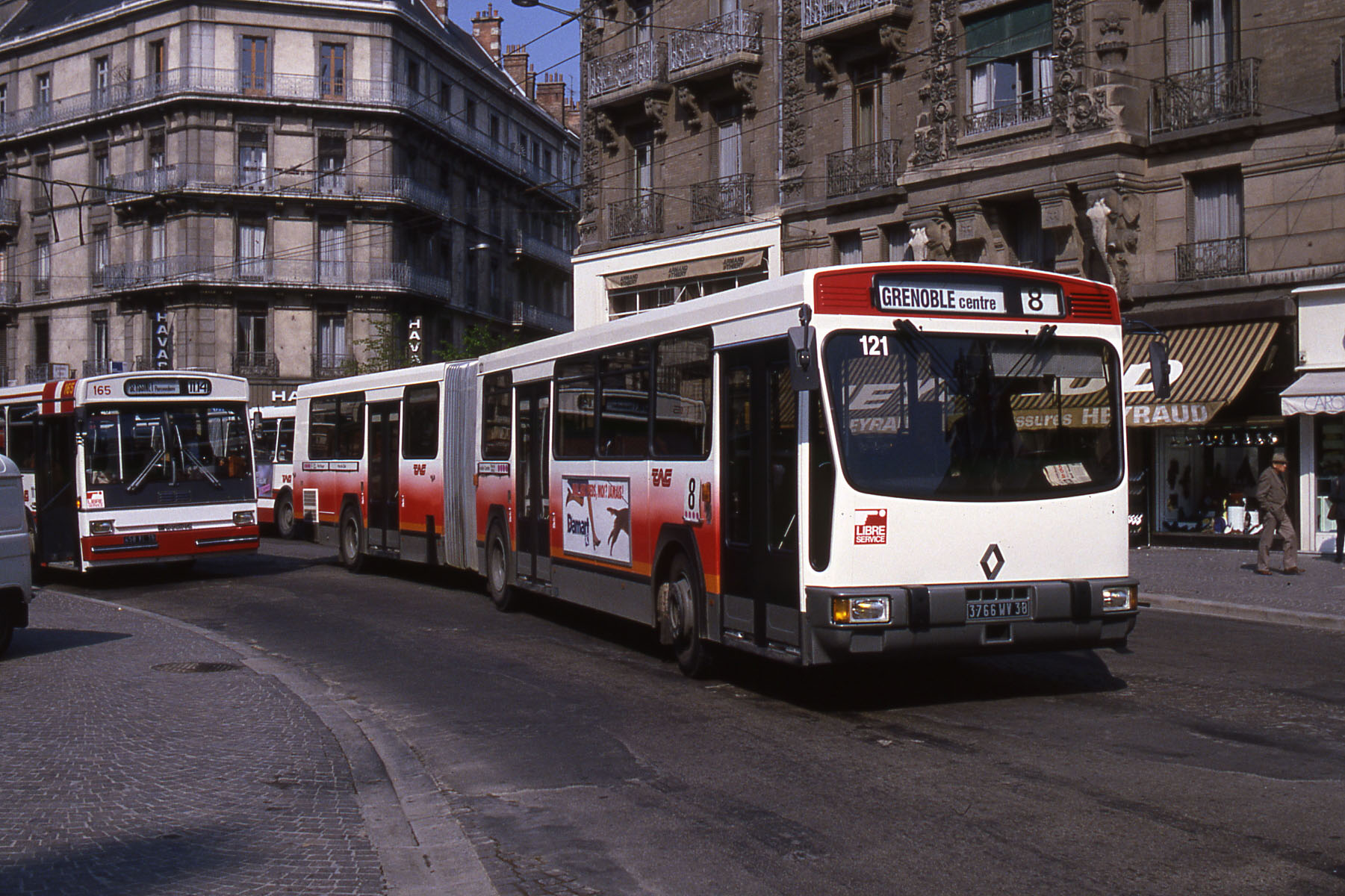
Autobus articulé Renault PR 180 à Grenoble
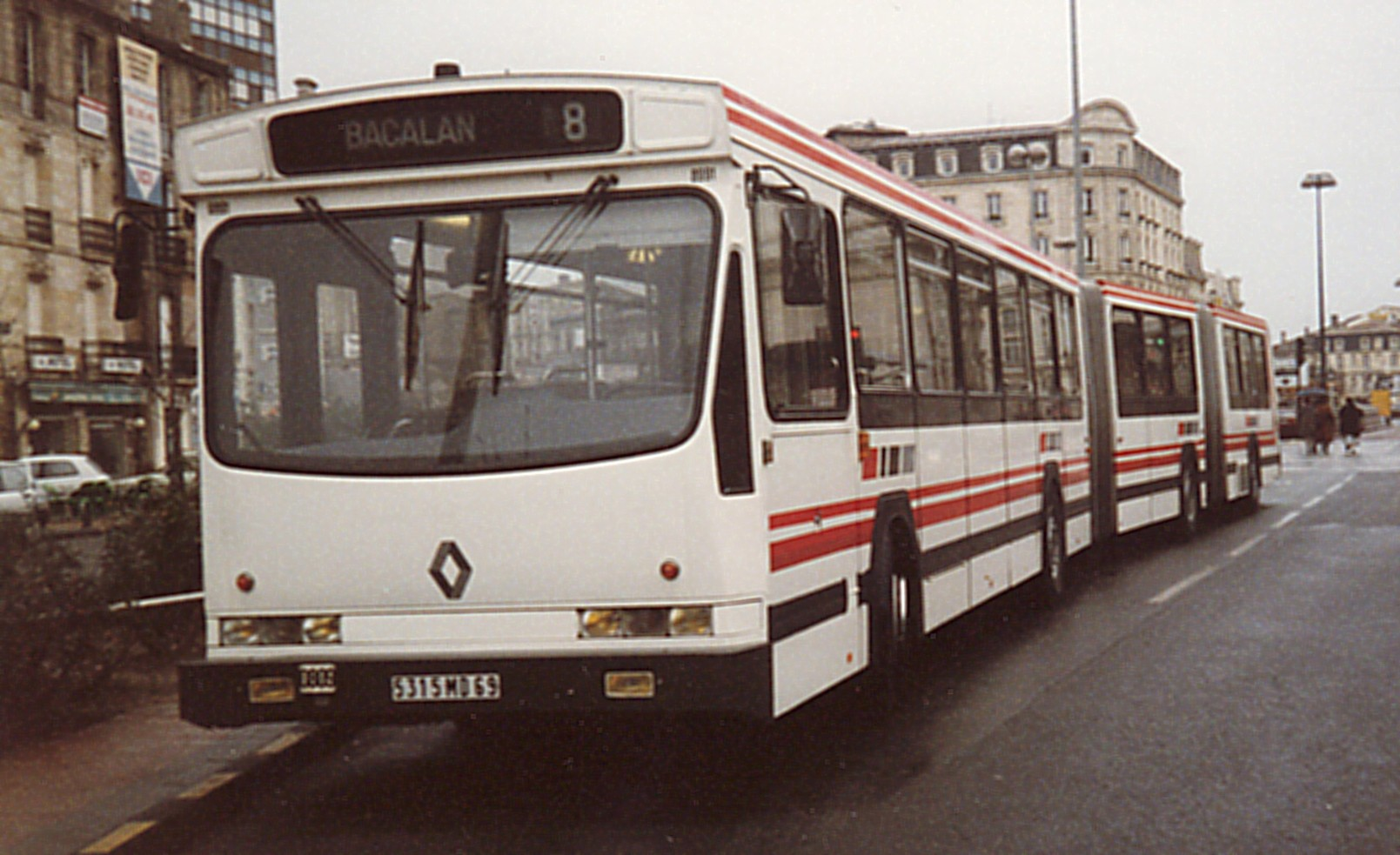
Prototype de bus à double articulation Renault
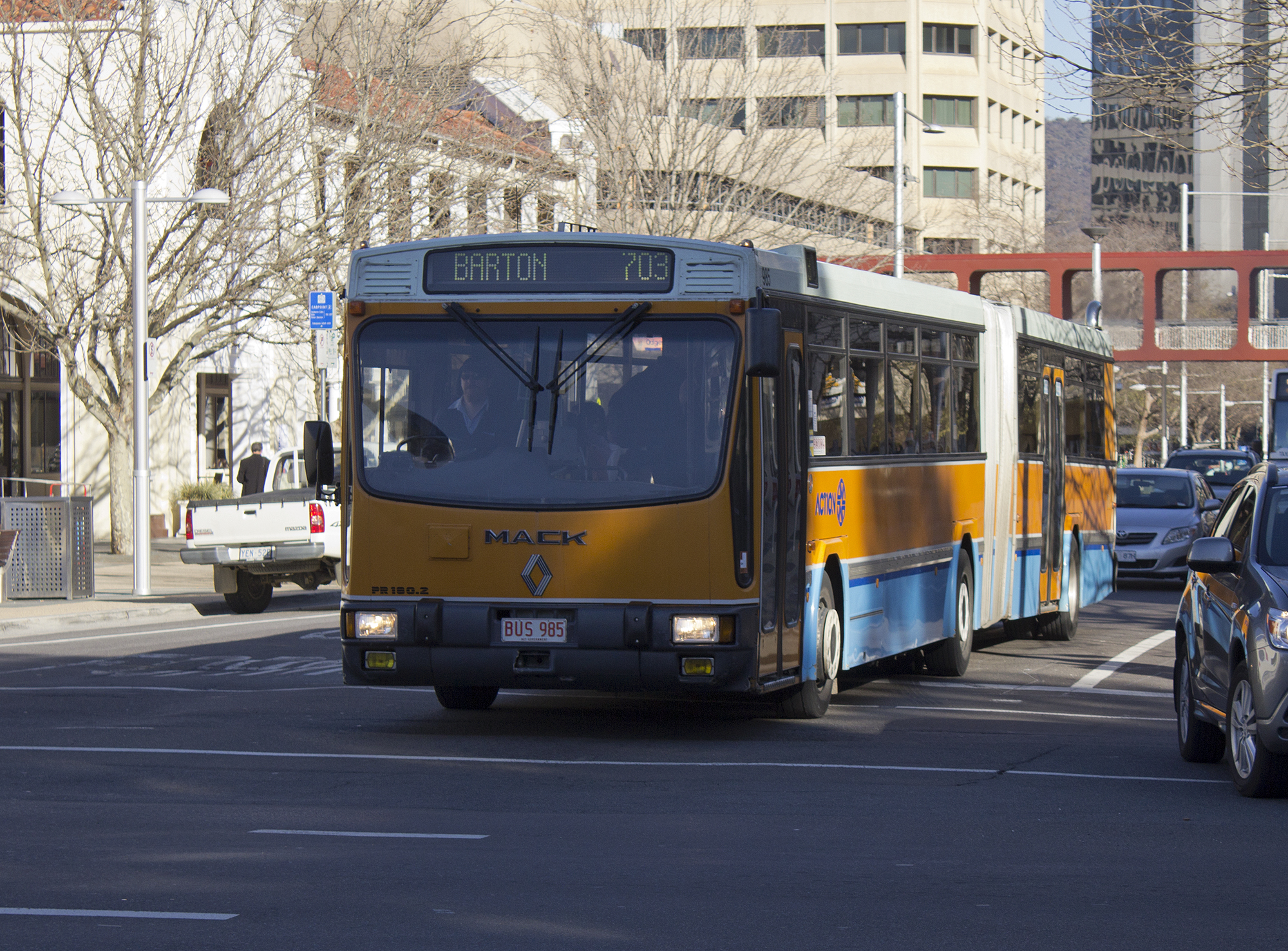
Renault PR 180.2 avec carrosserie australienne Ansair pour circulation à gauche
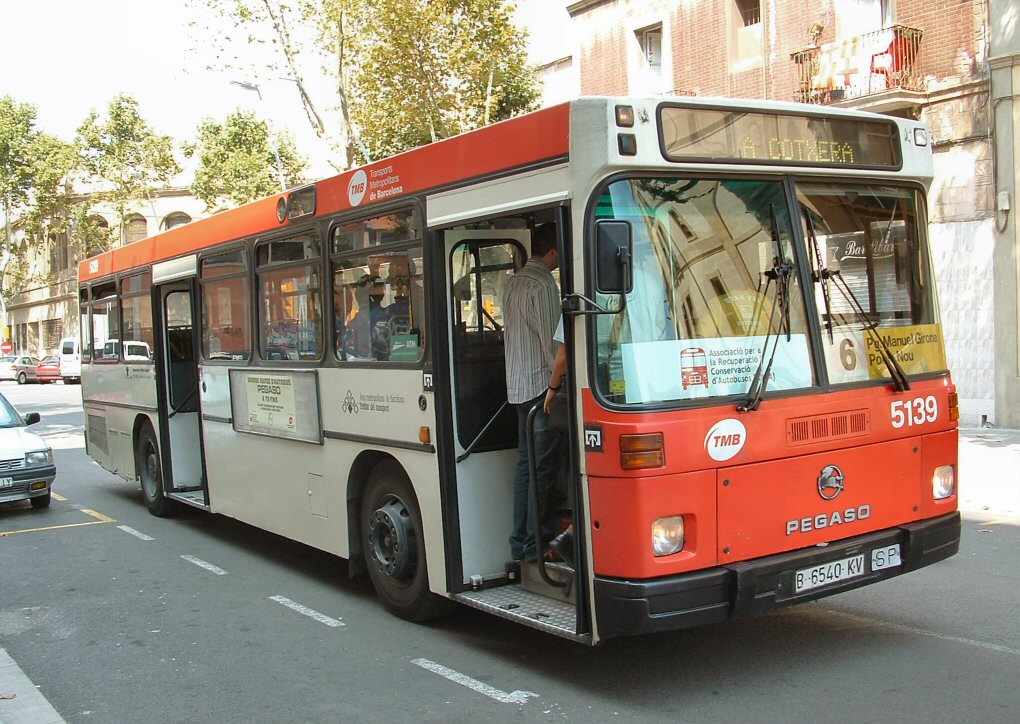
Pegaso 6420 à Barcelone

### Deuxième génération (SL II)
- MAN SL 202, SG 242, SG 242 H/SG 282 H, SG 292/SG 312 / SG 322, SM 152 / SM 182 (Midibus), SÜ 242,
- Mercedes-Benz O 405, MB O 405 T (trolleybus), MB O 405 G, O 407, MB O 402 (Midibus, carrosserie Göppel sur châssis NAW),

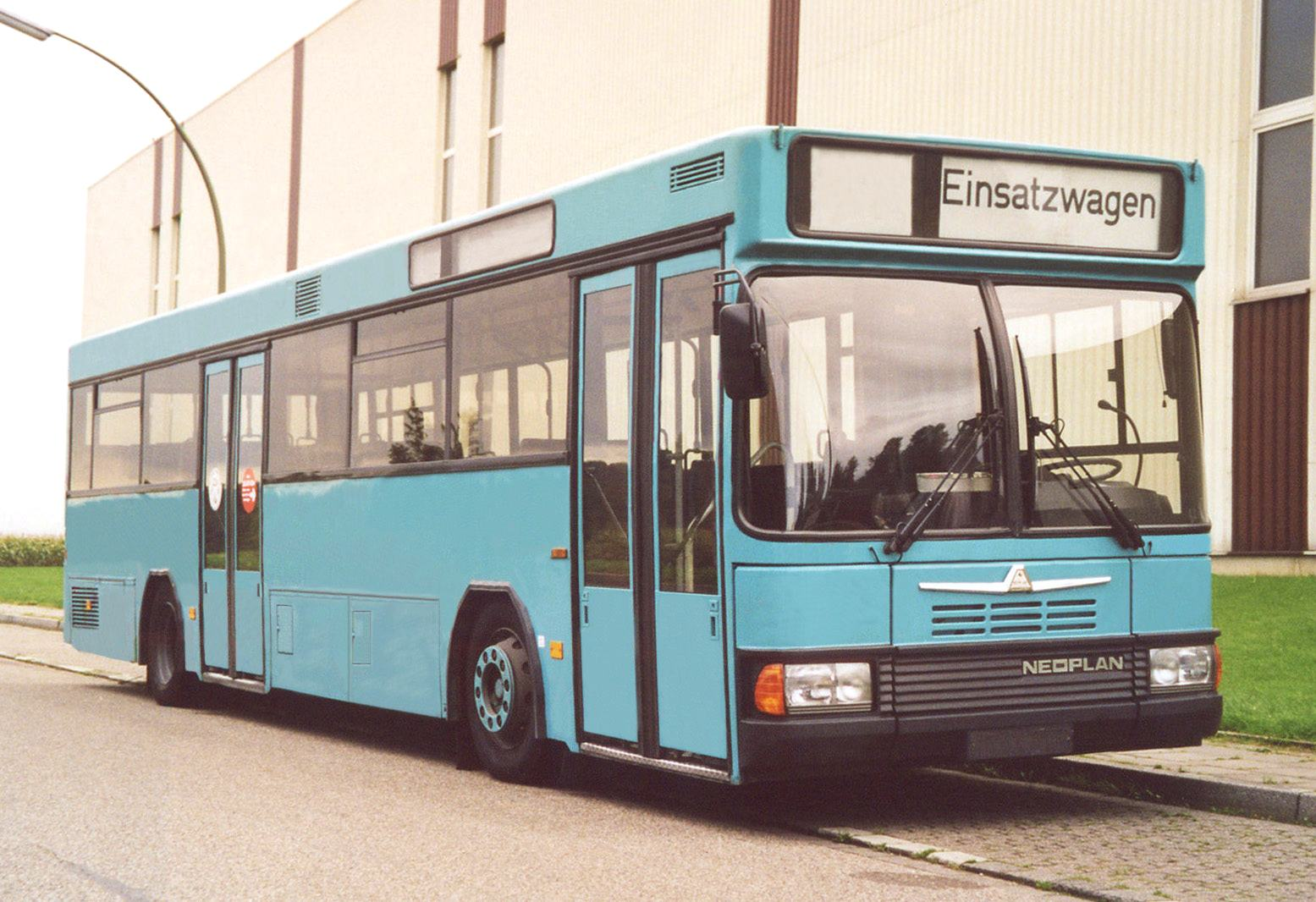
Neoplan N 416 et N 416 SÜ, N 4007 SL II (midibus)
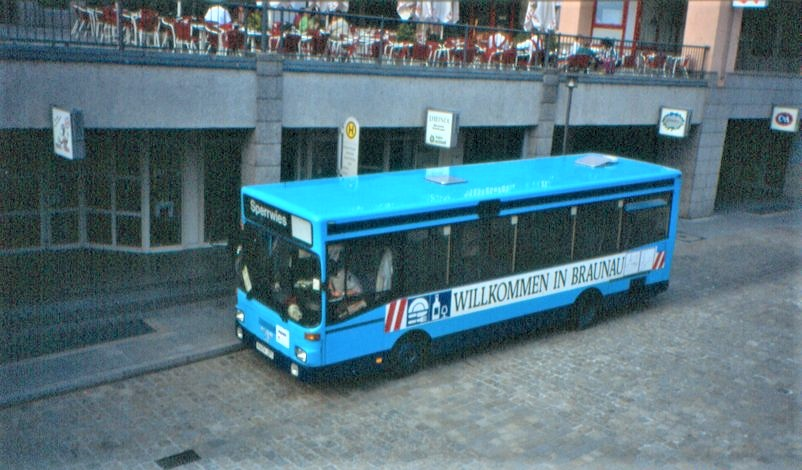
MAN SM 152 (Midibus)
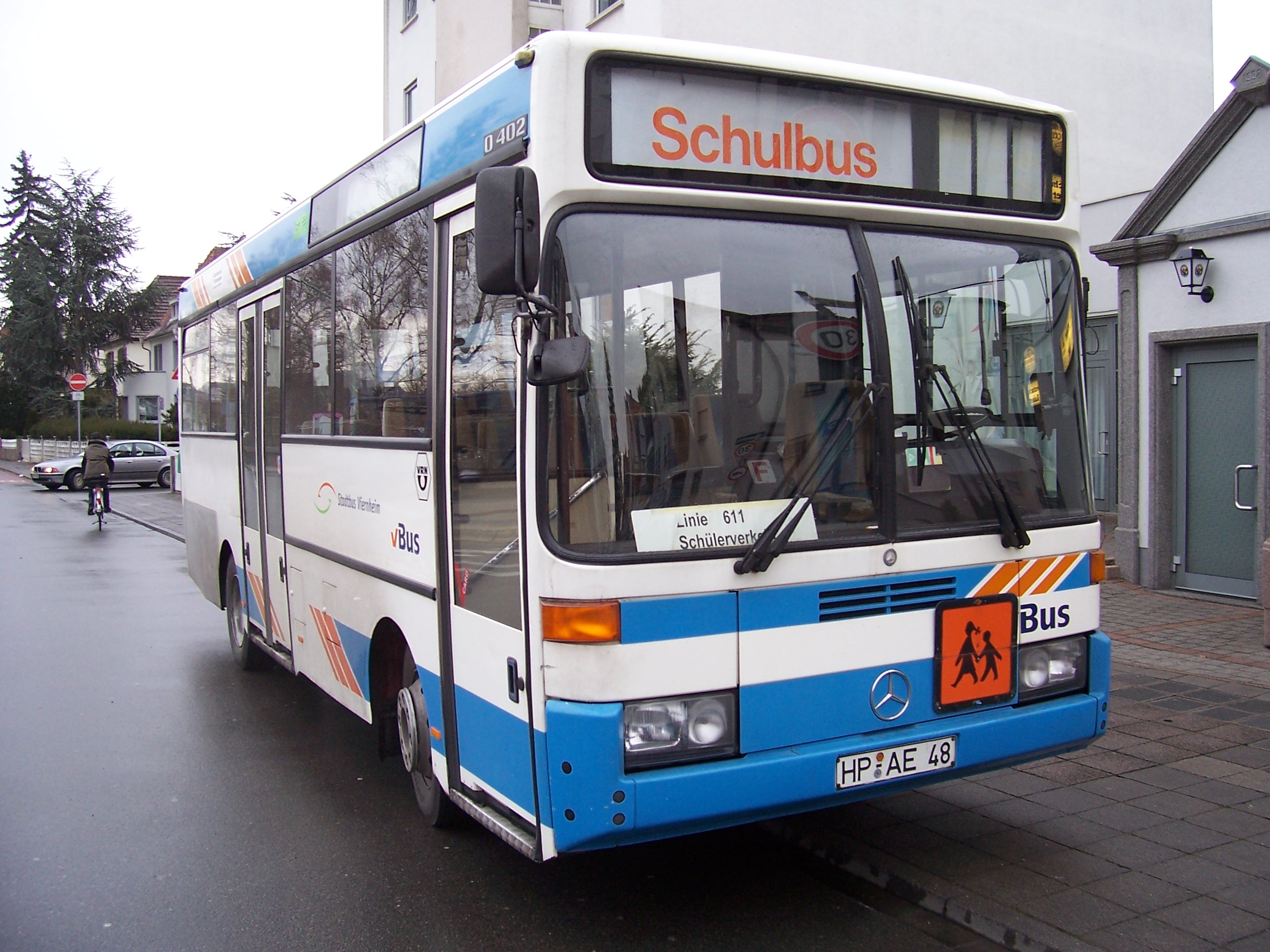
Mercedes-Benz O 402 (Midibus)

- Kässbohrer Setra Ü 80 (prototype de bus interurbain, fabriqué par Göppel)
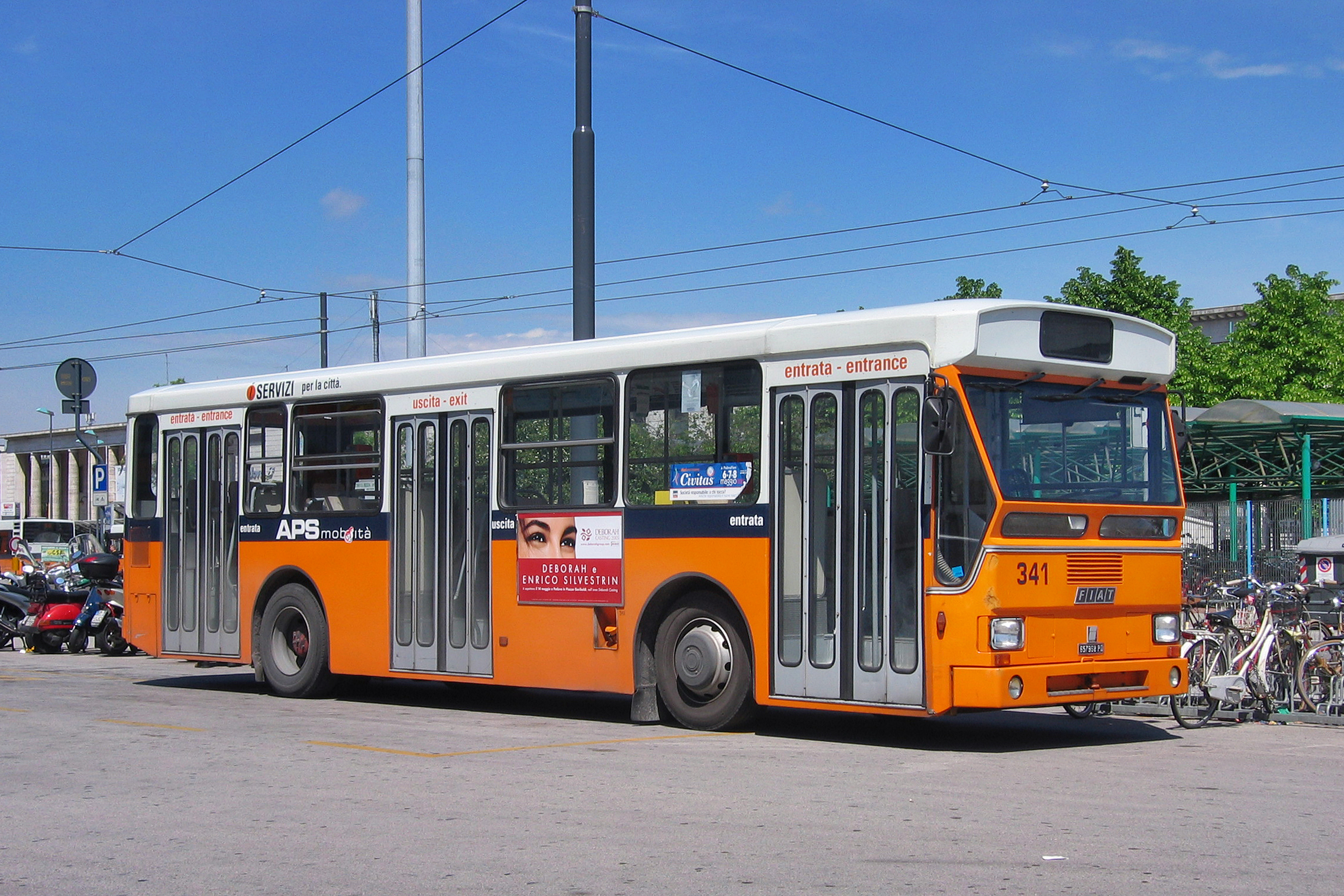
Fiat 470 U-EffeUno
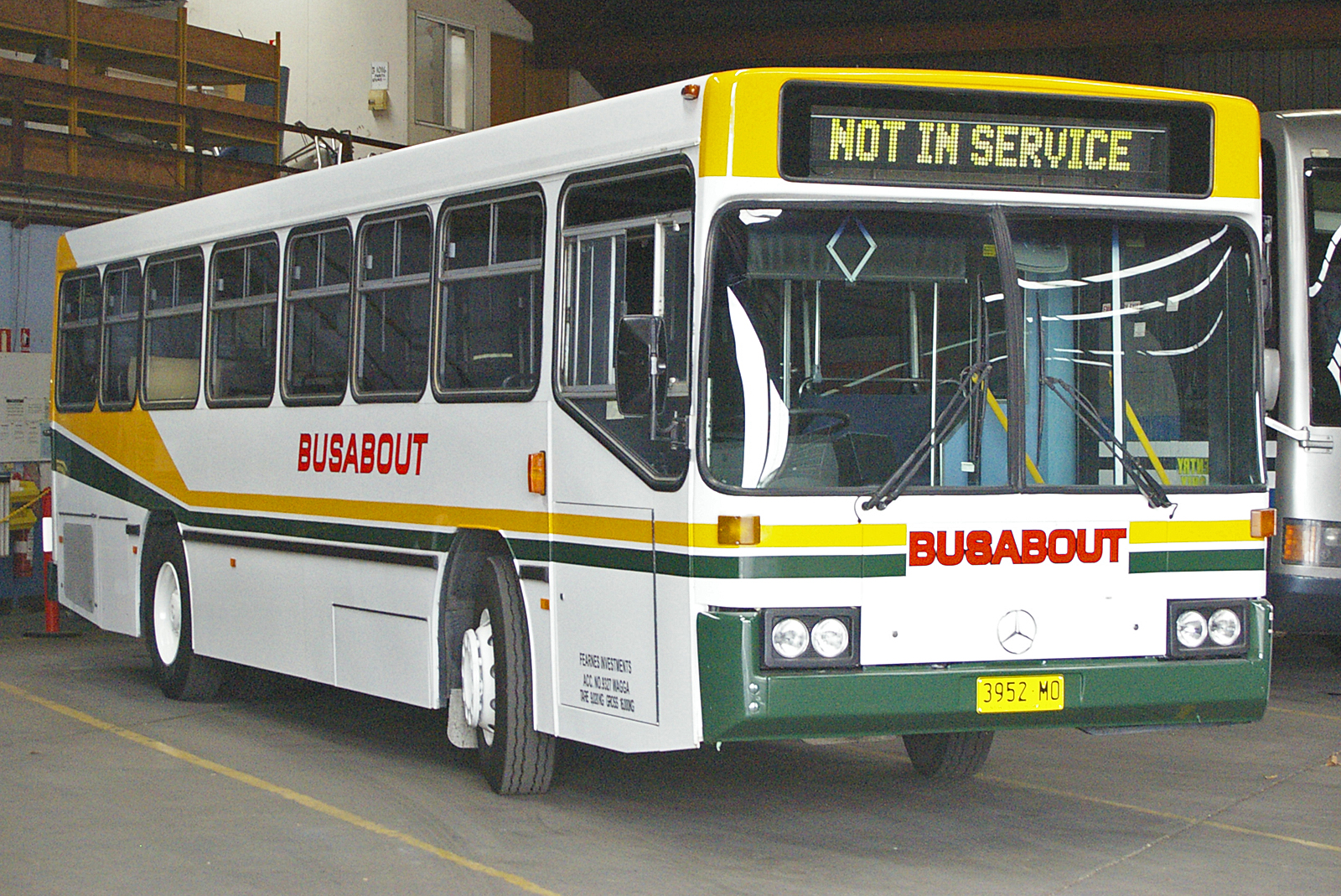
Mercedes-Benz O 405 carrosserie PMC pour circulation à gauche en Australie
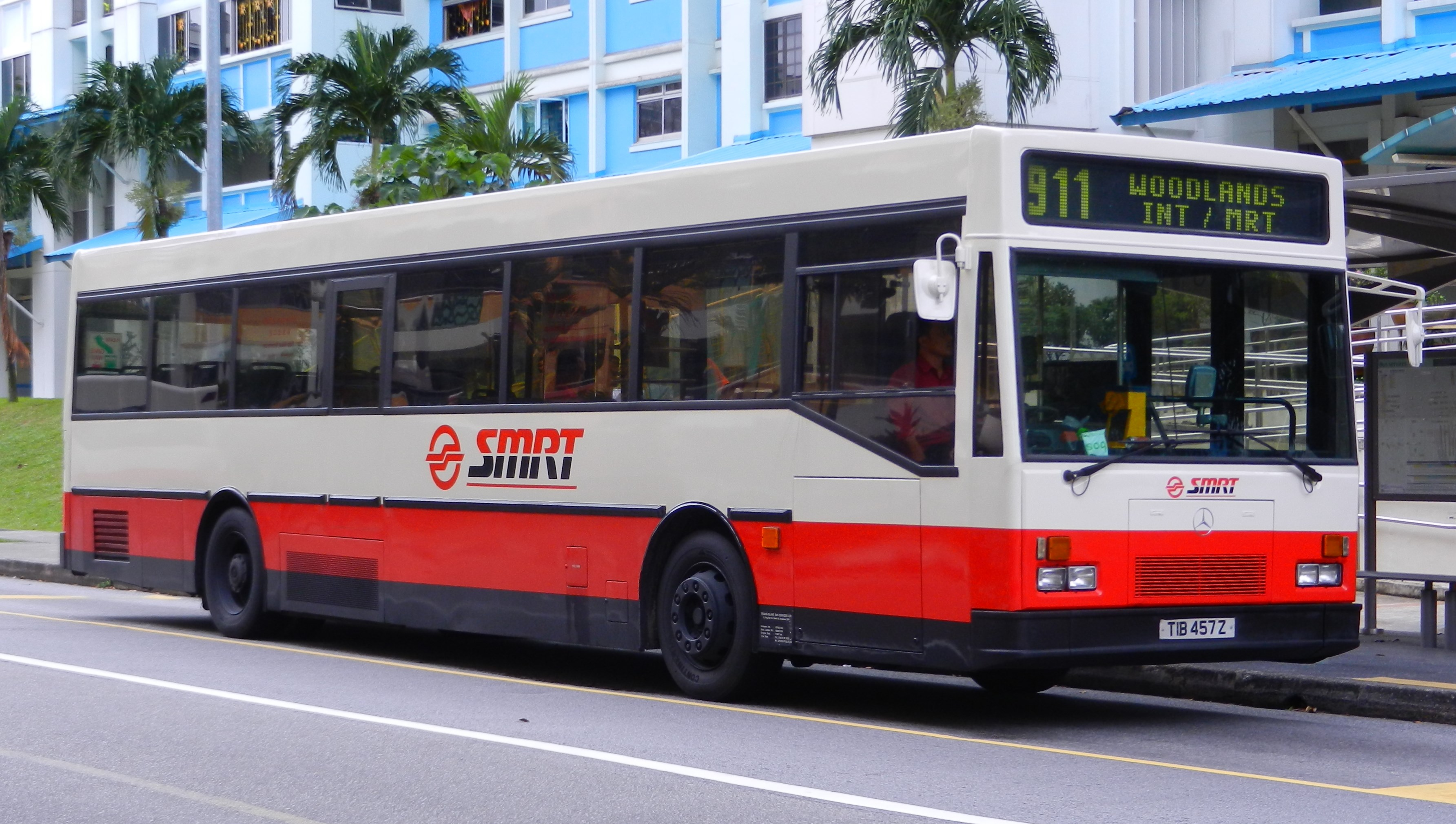
Mercedes-Benz O 405 carrosserie Hispano pour circulation à gauche
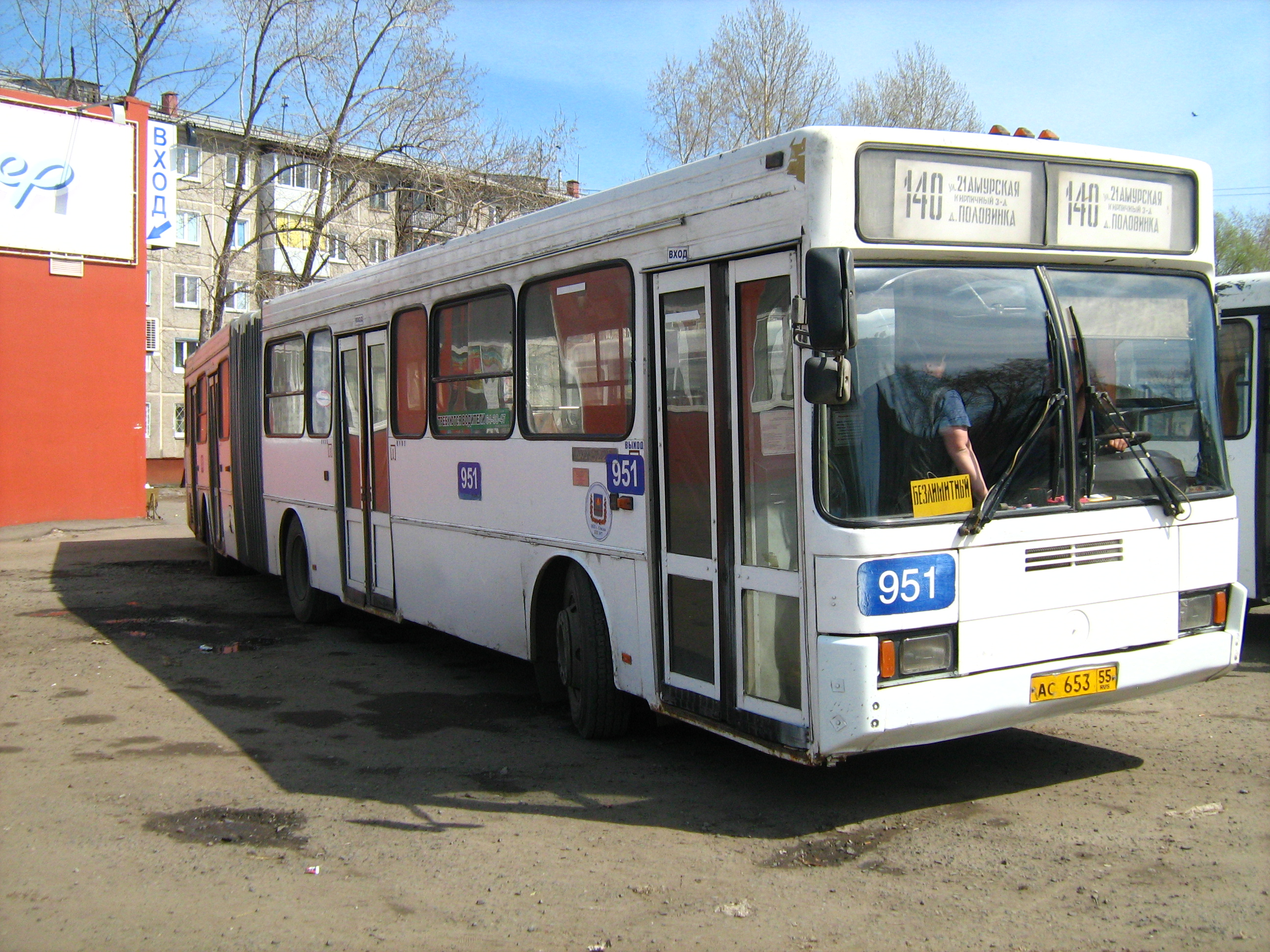
Mercedes-Benz O 405 G à Omsk
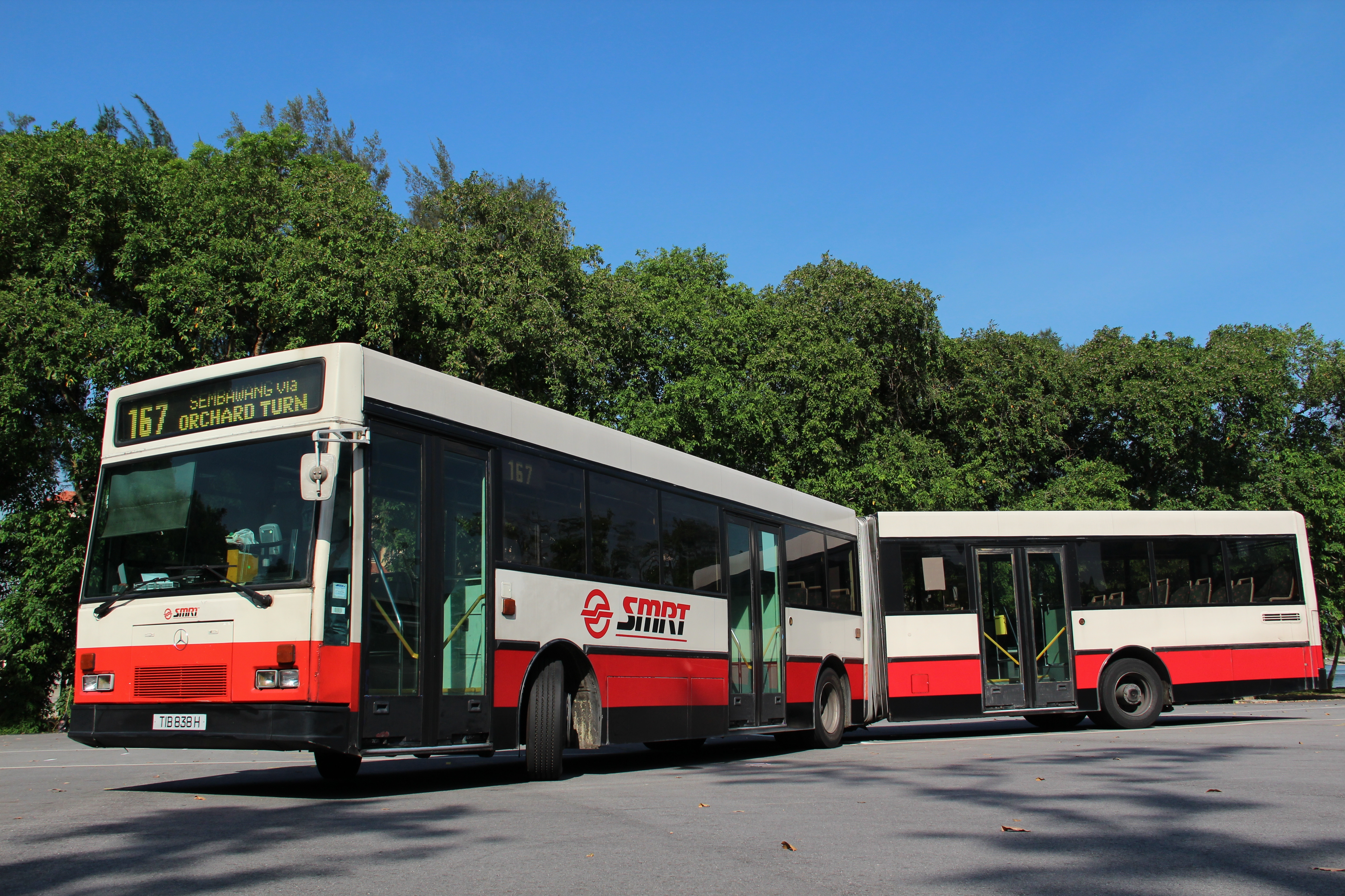
Mercedes-Benz O 405 G carrosserie Hispano-Carrocera pour circulation à gauche
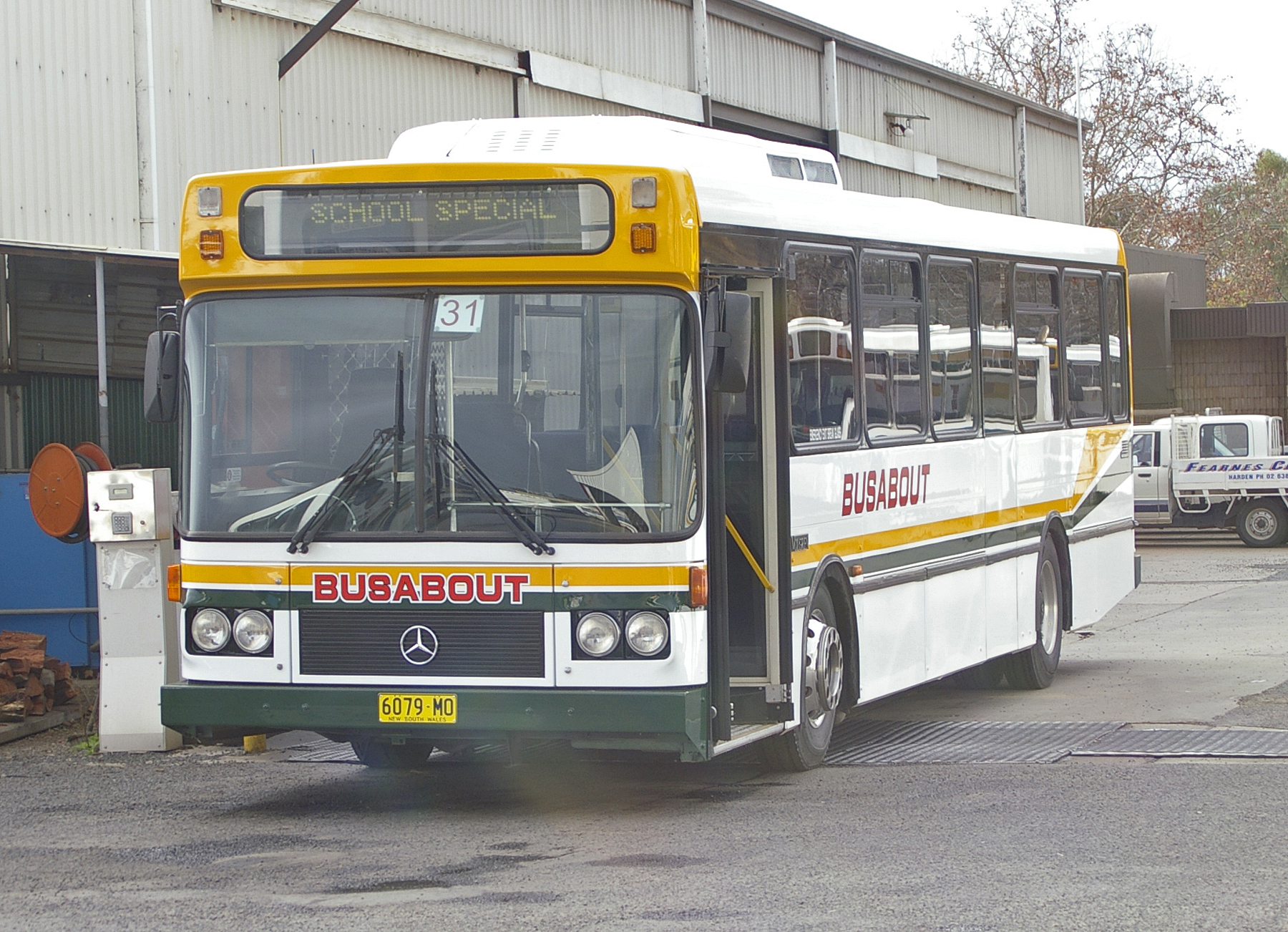
MAN SL 202 carrosserie australienne Volgren pour circulation à gauche (avec étoile Mercedes)

- IVECO Magirus 240 L 118 (prototype de bus interurbain)
- ÖAF – Gräf & Stift GS LH 240 M11
- Neoplan N 416

- Neoplan N 416
- MAN SM 152 (Midibus)
- Mercedes-Benz O 402 (Midibus)
- Fiat 470 U-EffeUno gare de Padoue
- Mercedes-Benz O 405 carrosserie PMC pour circulation à gauche en Australie
- Mercedes-Benz O 405 carrosserie Hispano pour circulation à gauche
- Mercedes-Benz O 405 G à Omsk
- Mercedes-Benz O 405 G carrosserie Hispano-Carrocera pour circulation à gauche
- MAN SL 202 carrosserie australienne Volgren pour circulation à gauche (avec étoile Mercedes)

### Développement ultérieur

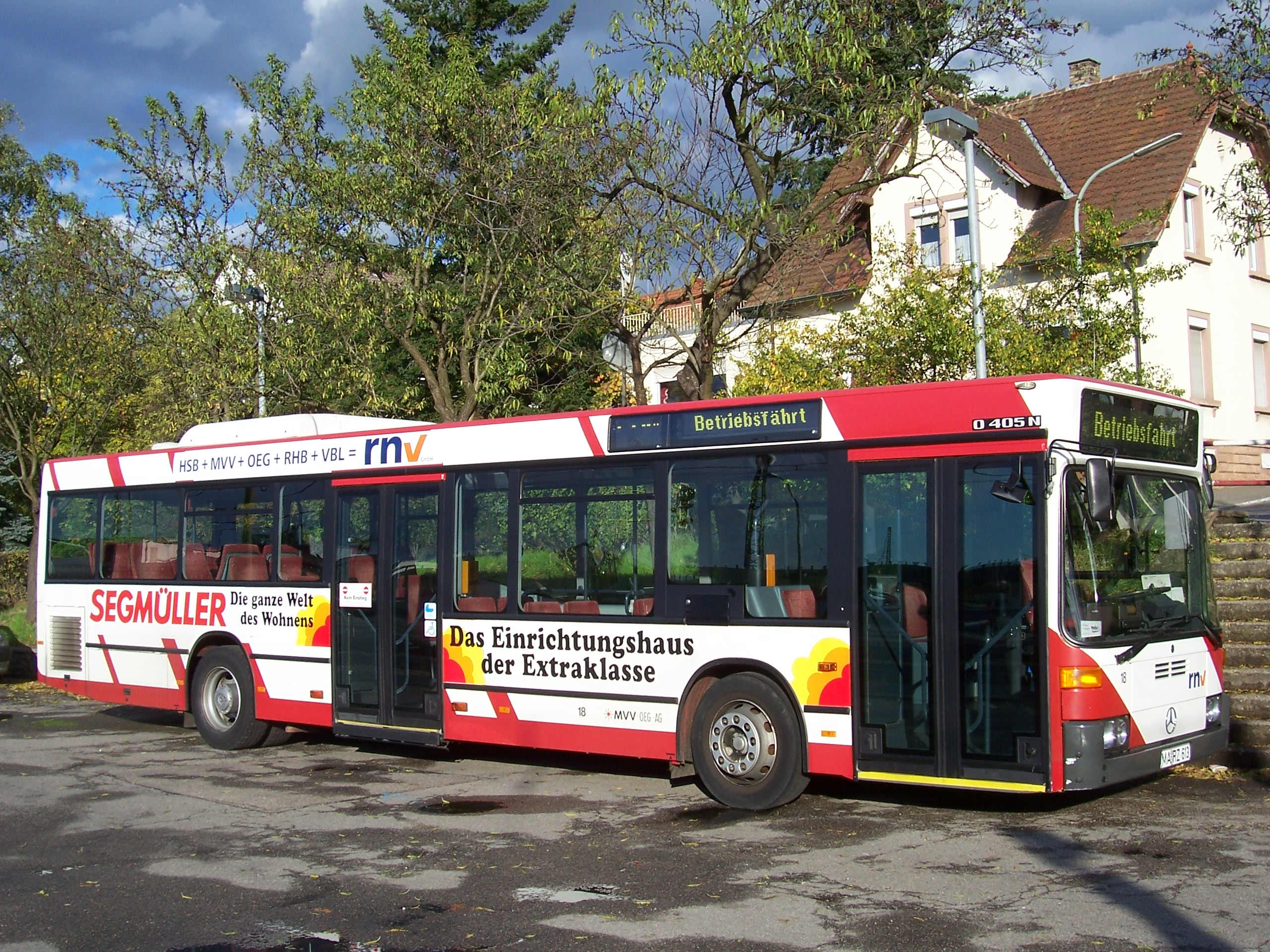
Autobus à plancher surbaissé MB O.405 N2

L'arrivée progressive des autobus à plancher surbaissé dans les années 1990 a marqué la fin progressive des autobus standards. L'autobus à plancher surbaissé a été développé, en Allemagne, à partir de la deuxième génération, comme le Neoplan N4014 NF, le Mercedes-Benz O 405 N et le MAN NL 202. Les chiffres de production des constructeurs pour les modèles à plancher surbaissé, qui ont été développés de manière indépendante par chaque constructeur, ont rapidement dépassé ceux des autobus standard. Ils ont connu un essor rapide grâce aux subventions élevées que les Lands leur accordaient. La conception de ces nouveaux modèles à plancher surbaissé reposait beaucoup sur les critères de la génération Standard II, c'est pourquoi ce type d'autobus est parfois appelé à tort « VÖV III », même si l'association n'a participé ni à son développement ni à sa construction. Il est difficile de déterminer qui a été l'inventeur du concept du plancher surbaissé vu que plusieurs constructeurs dans plusieurs pays ont présenté des prototypes la même année. Certains, par contre sont restés à la traîne comme Renault qui n'a présenté son premier modèle à plancher surbaissé, mais pas sur toute la longueur, l'Agora en 1995. Il faudra attendre 2001 et la version IVECO avec un moteur Iveco Cursor F2B pour avoir le plancher surbaissé et plat sur toute la longueur du véhicule.
En 2001, le dernier autobus standard est sorti de la chaîne de production de l'usine Mercedes-Benz de Mannheim. Chez MAN, le dernier SL 202 a été fabriqué en Allemagne en 1996. Depuis lors, le nombre de types d'autobus a augmenté de manière significative. Les autobus réguliers standard de deuxième génération ne sont plus que très rarement utilisés sur les routes allemandes, tandis que ceux de la première génération sont devenus obsolètes. Malgré leur très large diffusion, les modèles Büssing et Magirus-Deutz sont devenus extrêmement rares.

### Trolleybus
À partir de 1974, des trolleybus basés sur des autobus standard ont aussi été construits, un peu plus de 600 unités au total. 

### Liens extérieurs
- (de) Association des entreprises de transport allemandes
- (de) Photos d'autobus VÖV de différentes marques
- (de) Historique(s) du trafic de Hambourg